# Chaumont (Haute-Marne)
Pour les articles homonymes, voir Chaumont.
Chaumont est une commune française située dans le département de la Haute-Marne (dont elle est la préfecture), en région Grand Est. La commune s'est appelée Chaumont-en-Bassigny jusqu'en 1971.
On y trouve le Centre national du graphisme.
Le viaduc est le monument emblématique de la ville.
Lorsque la fête du saint patron de la ville, saint Jean-Baptiste, fêté le 24 juin, tombe un dimanche, la ville organise le Grand Pardon de Chaumont dont l'existence remonte à la fin du XVe siècle.

## Géographie

### Localisation
Située dans le pays traditionnel du Bassigny sur le plateau de Langres, Chaumont est au centre géographique de la Haute-Marne, département à dominante rurale situé au sud de la région Grand Est.

### Communes limitrophes
Les communes limitrophes sont Condes, Jonchery, Laville-aux-Bois, Neuilly-sur-Suize, Richebourg, Semoutiers-Montsaon, Treix, Verbiesles, Villiers-le-Sec, Biesles et Chamarandes-Choignes.
| Jonchery                            | Condes            | Treix Biesles                                 |
| Semoutiers-Montsaon Villiers-le-Sec | Chaumont          | Chamarandes-Choignes Laville-aux-Bois Biesles |
| Richebourg                          | Neuilly-sur-Suize | Verbiesles                                    |

### Géologie et relief
Chaumont est située sur un éperon rocheux.

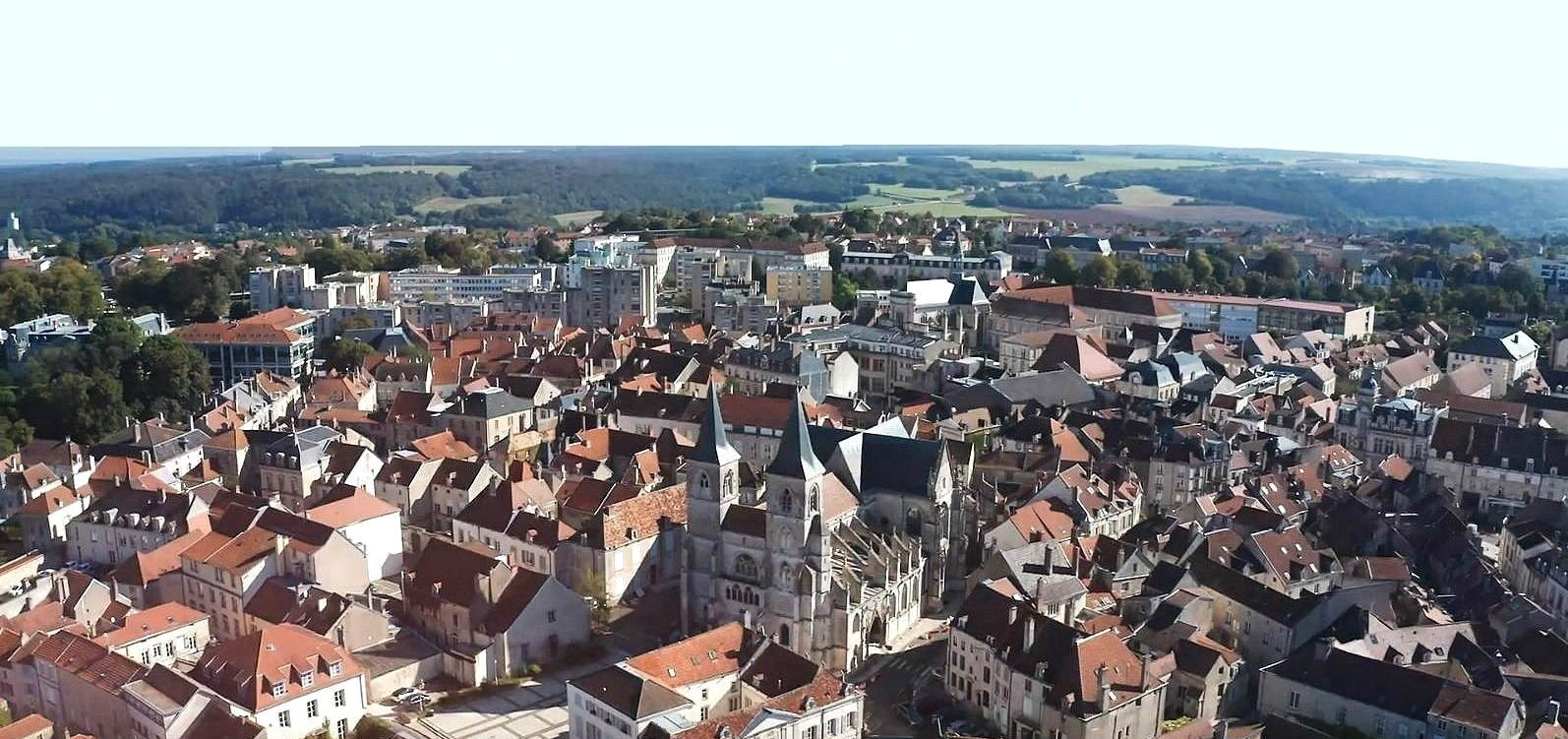
Chaumont vue générale

### Hydrographie
La commune est dans la région hydrographique « la Seine de sa source au confluent de l'Oise (exclu) » au sein du bassin Seine-Normandie. Elle est drainée par le canal de la Marne a la Saone, la Marne, la Suize et divers autres petits cours d'eau,.
| (texte à fusionner) Deux rivières traversent la commune : la Suize à l'ouest et la Marne à l'est, adjacente au canal entre Champagne et Bourgogne. Les ressources hydrauliques de la région comprennent de nombreuses sources à faible débit caractérisées par des phénomènes karstiques faibles ou absents (Kimmeridgien supérieur et moyen, Bajocien supérieur, Bajocien inférieur, Domérien). Il existe également quelques ensembles caractérisés par un nombre limité de sources à fort débit associé aux phénomènes karstiques. |

Le canal de la Marne à la Saône est un canal à bief de partage au gabarit Freycinet, d'une longueur de 160 km reliant les vallées de la Marne et de la Saône, géré par les Voies navigables de France.
La Marne  prend sa source sur le plateau de Langres, dans la commune de Saints-Geosmes (Haute-Marne) et se jette dans la Seine entre Charenton-le-Pont et Alfortville (Val-de-Marne) dans le quartier de Conflans-l'Archevêque. Les caractéristiques hydrologiques de la Marne sont données par la station hydrologique située sur la commune. Le débit moyen mensuel est de 6,38 m3/s. Le débit moyen journalier maximum est de 81,8 m3/s, atteint lors de la crue du 15 février 1990. Le débit instantané maximal est quant à lui de 99,4 m3/s, atteint le 4 octobre 2006.
La Suize, d'une longueur de 49 km, prend sa source dans la commune de Courcelles-en-Montagne et se jette dans la Marne sur la commune, après avoir traversé onze communes. Les caractéristiques hydrologiques de la Suize sont données par la station hydrologique située sur la commune. Le débit moyen mensuel est de 0,826 m3/s. Le débit moyen journalier maximum est de 29,7 m3/s, atteint lors de la crue du 23 janvier 2018. Le débit instantané maximal est quant à lui de 32,3 m3/s, atteint le même jour.

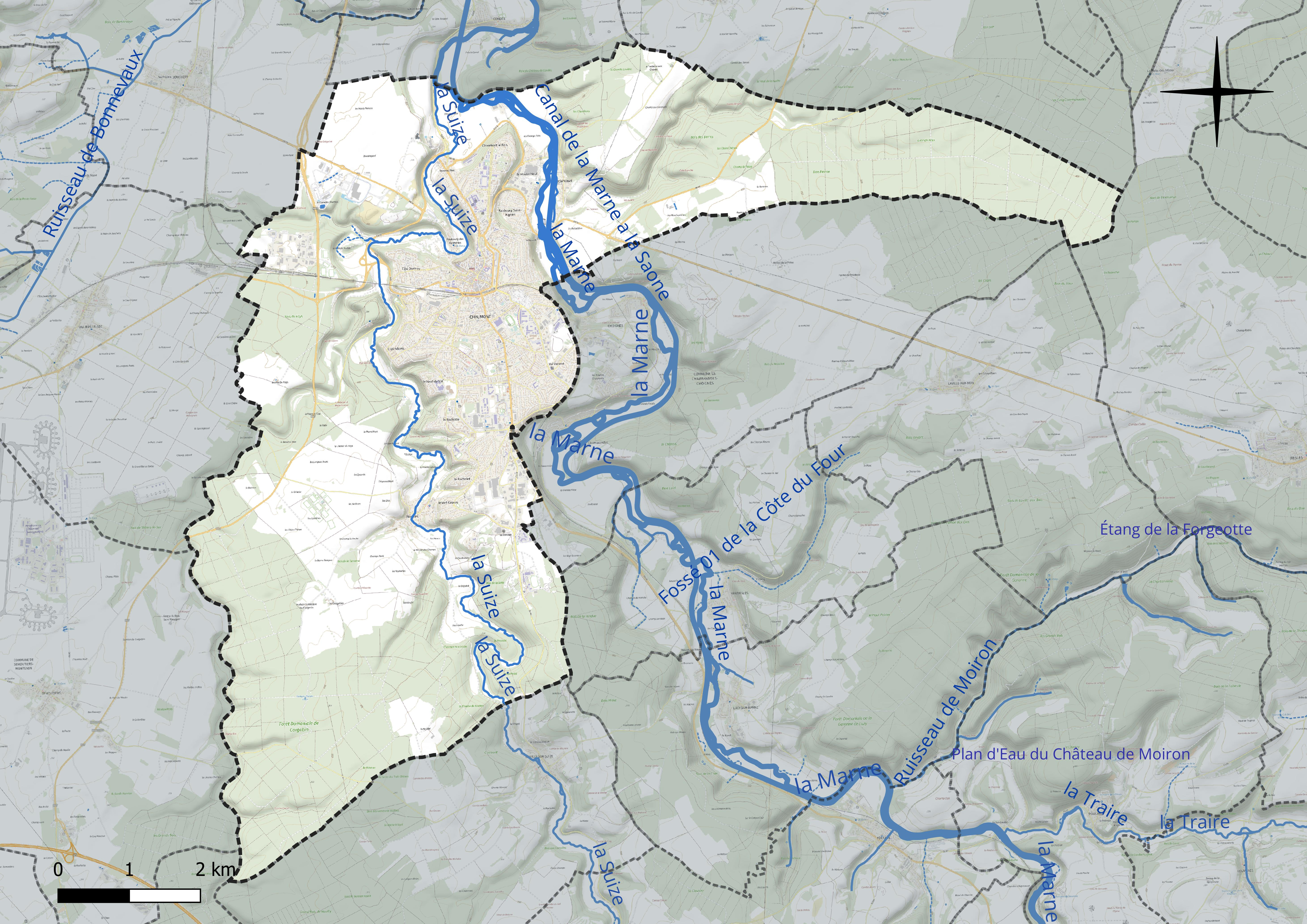
Réseau hydrographique de Chaumont.
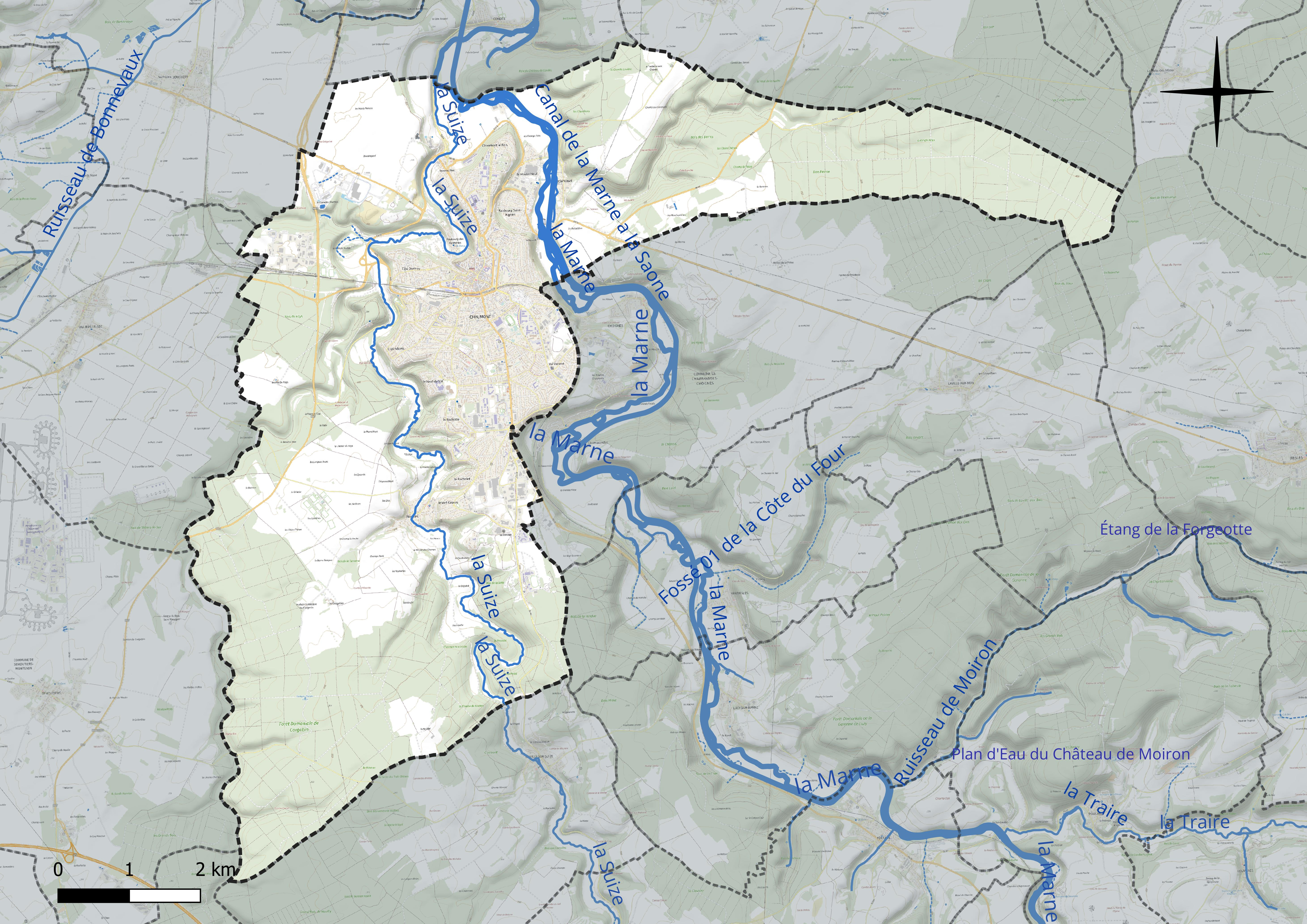
Réseau hydrographique de Chaumont.

### Climat
Pour des articles plus généraux, voir Climat du Grand Est et Climat de la Haute-Marne.
En 2010, le climat de la commune est de type climat de montagne, selon une étude du Centre national de la recherche scientifique s'appuyant sur une série de données couvrant la période 1971-2000. En 2020, Météo-France publie une typologie des climats de la France métropolitaine dans laquelle la commune est exposée à un climat océanique altéré et est dans la région climatique Lorraine, plateau de Langres, Morvan, caractérisée par un hiver rude (1,5 °C), des vents modérés et des brouillards fréquents en automne et hiver.
Pour la période 1971-2000, la température annuelle moyenne est de 9,7 °C, avec une amplitude thermique annuelle de 16,2 °C. Le cumul annuel moyen de précipitations est de 984 mm, avec 13,4 jours de précipitations en janvier et 9,4 jours en juillet. Pour la période 1991-2020, la température moyenne annuelle observée sur la station météorologique de Météo-France la plus proche, « Bourdons_sapc », sur la commune de Bourdons-sur-Rognon à 17 km à vol d'oiseau, est de 10,0 °C et le cumul annuel moyen de précipitations est de 1 011,1 mm. 
La température maximale relevée sur cette station est de 40,1 °C, atteinte le 25 juillet 2019 ; la température minimale est de −22,1 °C, atteinte le 20 décembre 2009,,.
| Mois                                  | jan.             | fév.           | mars           | avril         | mai             | juin          | jui.          | août           | sep.           | oct.          | nov.             | déc.           | année      |
| ------------------------------------- | ---------------- | -------------- | -------------- | ------------- | --------------- | ------------- | ------------- | -------------- | -------------- | ------------- | ---------------- | -------------- | ---------- |
| Température minimale moyenne (°C)     | −0,4             | −0,2           | 1,8            | 4,1           | 7,7             | 10,8          | 12,9          | 13,1           | 9,8            | 7,1           | 3,1              | 0,6            | 5,9        |
| Température moyenne (°C)              | 2                | 2,9            | 6,1            | 9,3           | 13,1            | 16,5          | 18,7          | 18,6           | 14,7           | 10,7          | 5,8              | 2,9            | 10,1       |
| Température maximale moyenne (°C)     | 4,5              | 6,1            | 10,4           | 14,5          | 18,5            | 22,3          | 24,6          | 24,1           | 19,5           | 14,4          | 8,5              | 5,2            | 14,4       |
| Record de froid (°C) date du record   | −17,7 05.01.1995 | −15,6 01.02.03 | −17,6 01.03.05 | −7,5 08.04.03 | −2,4 15.05.1995 | 0,1 04.06.01  | 3,9 14.07.04  | 3,4 31.08.1995 | 0,8 30.09.1995 | −4,6 29.10.12 | −12,1 24.11.1998 | −17,5 20.12.09 | −17,7 1995 |
| Record de chaleur (°C) date du record | 15 01.01.23      | 22,2 27.02.19  | 24,8 31.03.21  | 26,6 30.04.05 | 31,3 28.05.17   | 35,7 22.06.17 | 39,1 25.07.19 | 38,2 12.08.03  | 32,6 14.09.20  | 27,7 02.10.23 | 22,2 07.11.15    | 16 17.12.19    | 39,1 2019  |
| Précipitations (mm)                   | 105              | 89,2           | 82,8           | 71,1          | 92,8            | 73,8          | 79,9          | 89,9           | 81,2           | 99,3          | 106,3            | 114,2          | 1 085,5    |

| Diagramme climatique                                  |             |             |             |             |              |              |              |             |             |             |             |
| J                                                     | F           | M           | A           | M           | J            | J            | A            | S           | O           | N           | D           |
| 4,5−0,4105                                            | 6,1−0,289,2 | 10,41,882,8 | 14,54,171,1 | 18,57,792,8 | 22,310,873,8 | 24,612,979,9 | 24,113,189,9 | 19,59,881,2 | 14,47,199,3 | 8,53,1106,3 | 5,20,6114,2 |
| Moyennes : • Temp. maxi et mini °C • Précipitation mm |             |             |             |             |              |              |              |             |             |             |             |

Les paramètres climatiques de la commune ont été estimés pour le milieu du siècle (2041-2070) selon différents scénarios d'émission de gaz à effet de serre à partir des nouvelles projections climatiques de référence DRIAS-2020. Ils sont consultables sur un site dédié publié par Météo-France en novembre 2022.

## Urbanisme

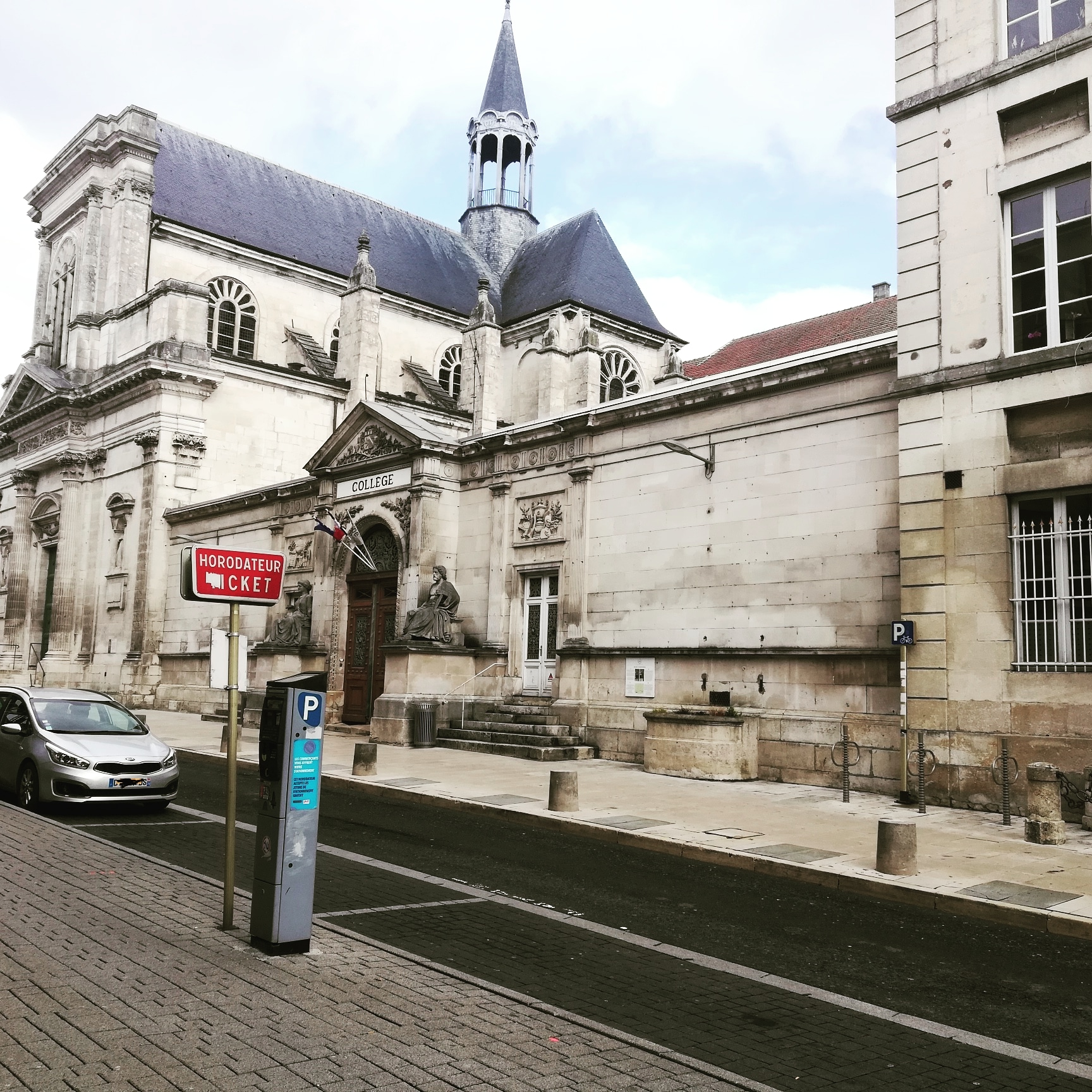
Centre ville de Chaumont

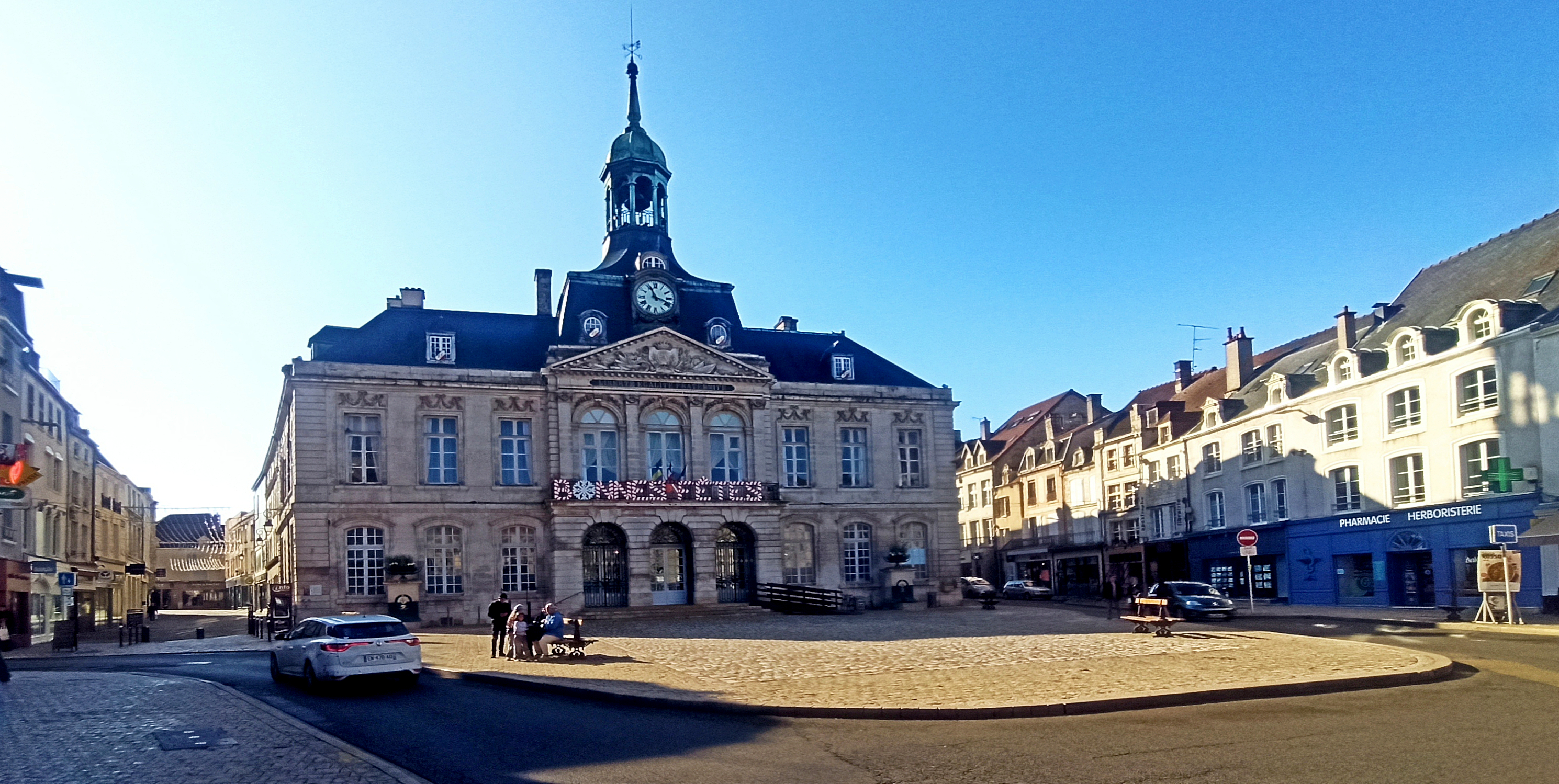
Hôtel de ville de Chaumont (2024)

### Typologie
Au 1er janvier 2024, Chaumont est catégorisée centre urbain intermédiaire, selon la nouvelle grille communale de densité à sept niveaux définie par l'Insee en 2022.
Elle appartient à l'unité urbaine de Chaumont, une agglomération intra-départementale regroupant deux communes, dont elle est ville-centre,,. Par ailleurs la commune fait partie de l'aire d'attraction de Chaumont, dont elle est la commune-centre,. Cette aire, qui regroupe 112 communes, est catégorisée dans les aires de 50 000 à moins de 200 000 habitants,.

### Occupation des sols

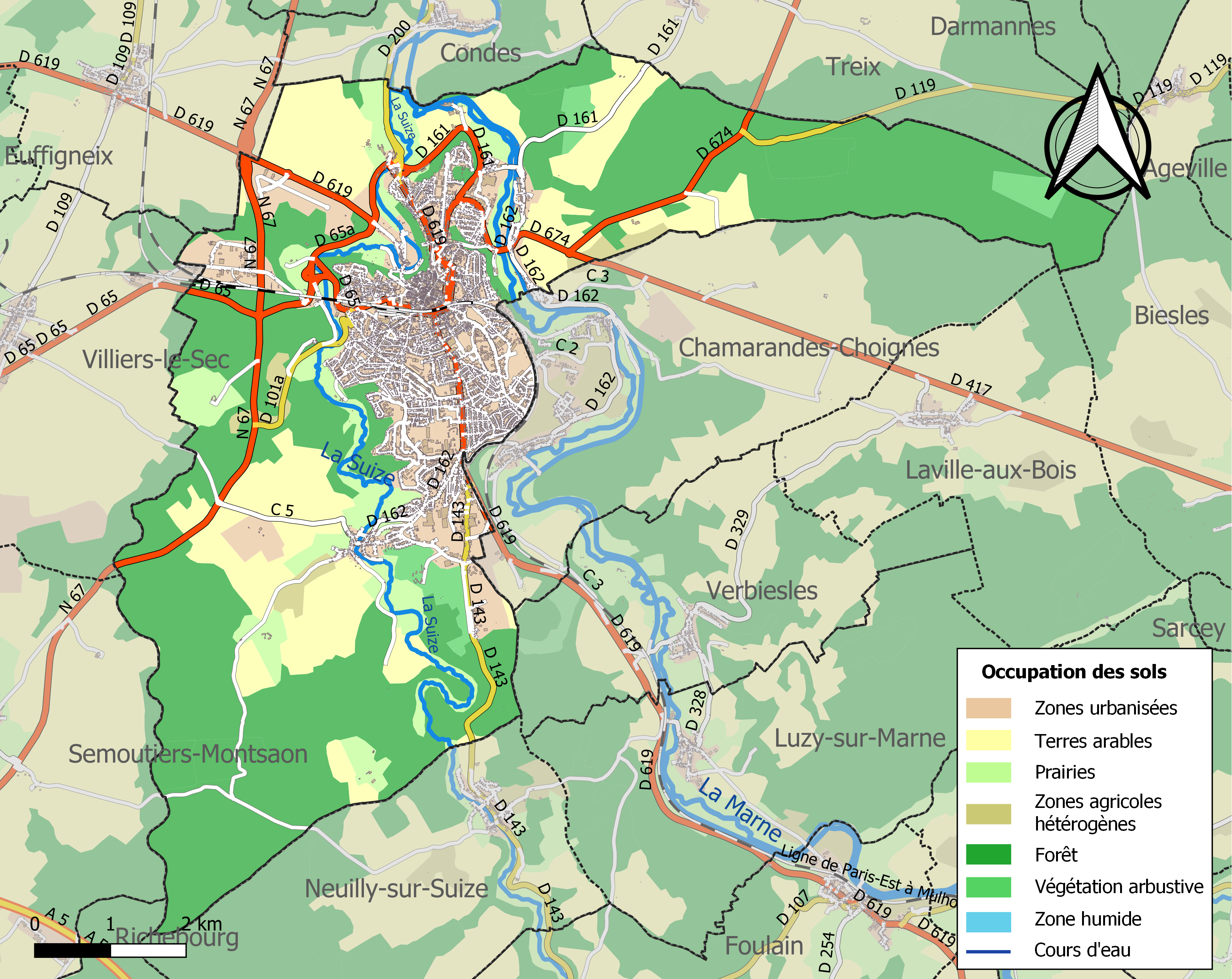
Carte des infrastructures et de l'occupation des sols de la commune en 2018 (CLC).

L'occupation des sols de la commune, telle qu'elle ressort de la base de données européenne d’occupation biophysique des sols Corine Land Cover (CLC), est marquée par l'importance des forêts et milieux semi-naturels (51,4 % en 2018), une proportion sensiblement équivalente à celle de 1990 (51,8 %). La répartition détaillée en 2018 est la suivante :
forêts (49,2 %), terres arables (17,1 %), zones urbanisées (13,9 %), prairies (9,6 %), zones industrielles ou commerciales et réseaux de communication (5,5 %), milieux à végétation arbustive et/ou herbacée (2,2 %), zones agricoles hétérogènes (1,4 %), espaces verts artificialisés, non agricoles (0,6 %), mines, décharges et chantiers (0,5 %). L'évolution de l’occupation des sols de la commune et de ses infrastructures peut être observée sur les différentes représentations cartographiques du territoire : la carte de Cassini (XVIIIe siècle), la carte d'état-major (1820-1866) et les cartes ou photos aériennes de l'IGN pour la période actuelle (1950 à aujourd'hui).

### Morphologie urbaine
- Quartier centre-gare : qui comprend un pôle d'échange multimodal, un cinéma, les Silos (médiathèque de la ville de Chaumont), et le centre international du graphisme.
- Village Lafayette et Pershing : héritage de la présence américaine à Chaumont (voir Chaumont-Semoutiers Air Base)
- Quartier Foch : ancienne caserne qui accueille aujourd'hui des activités tertiaires
- La Rochotte : quartier prioritaire constitué essentiellement de HLM, avec près de 1 800 habitants en 2018[23].
- Quartier du Cavalier : quartier prioritaire constitué essentiellement de HLM, avec près de mille habitants en 2018.
- Le Val-Barizien : quartier populaire constitué essentiellement de HLM.
- Le Haut-du-Val
- Chaumont-le-Bois : quartier résidentiel pavillonnaire
- Château-Paillot : quartier résidentiel pavillonnaire
- La Vendue : zone industrielle
- La Dame Huguenote : zone industrielle
- Brottes : commune déléguée
- Les Tanneries : ce quartier fait référence à l'endroit où les lavandières tannaient des peaux de bêtes ou bien venaient juste laver le linge. Il se situe au bas des remparts du Donjon, vers la vallée de la Suize. On peut imaginer la pénibilité de la tâche à cause de la descente de la côte des tanneries pour accéder au

### Projets d'aménagements
- Dans le quartier du Cavalier, aménagement du Jardin Agathe Roullot.
- Dans le quartier du Haut du Val, le projet de construction du centre aquatique a été voté à l'unanimité par le conseil municipal et devait voir le jour pour 2019 mais a finalement été ouvert au public en juillet 2021[24].

### Voies de communication et transports

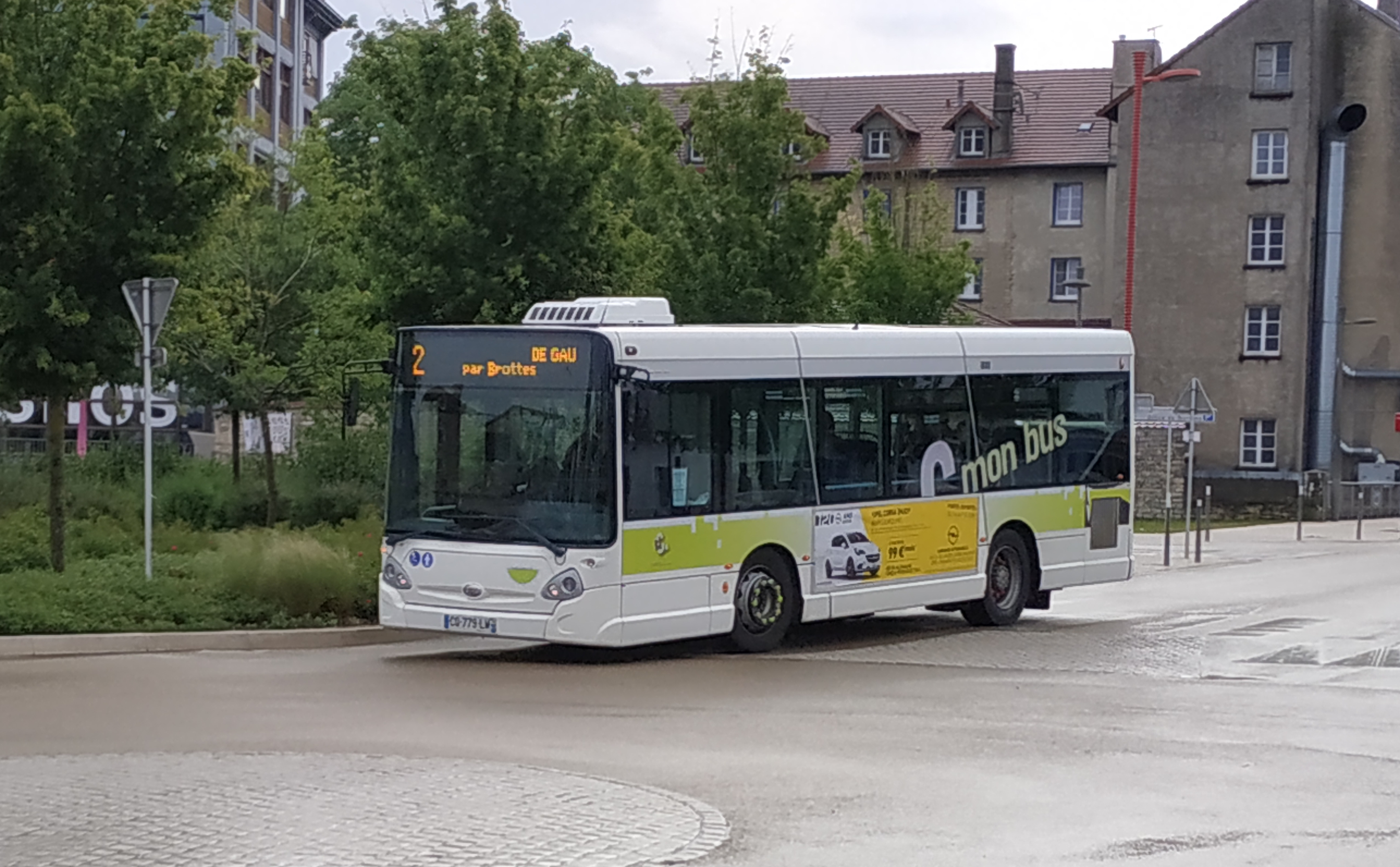
Autobus du réseau C.monbus.

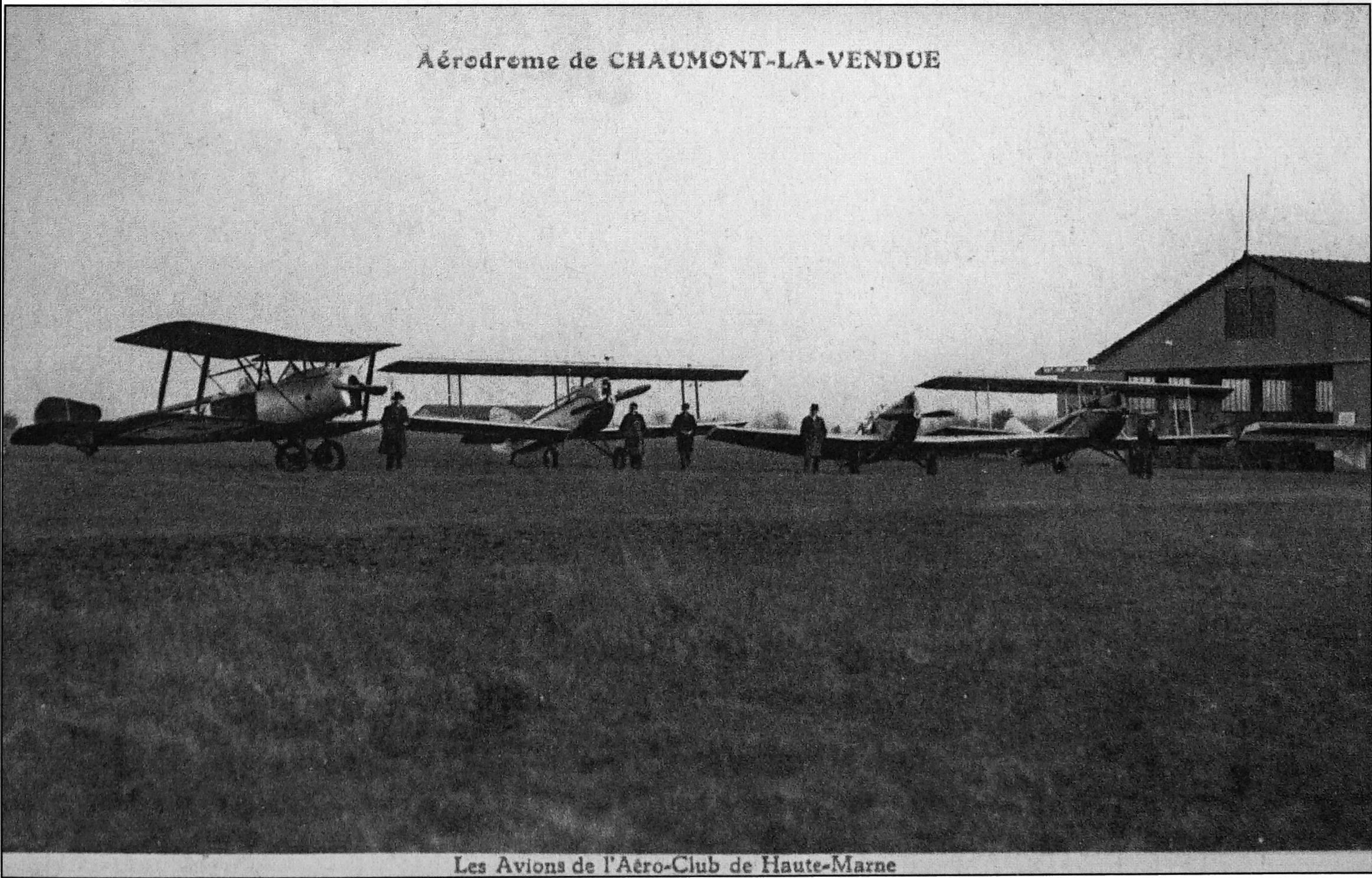
La Vendue au début du XXe siècle.

#### Voies routières
La ville est reliée par des routes départementales structurantes, des routes nationales et des autoroutes desservant les communes et villes suivantes :
- la RD 417 (ex route nationale 417) à Nogent et à Bourbonne-les-Bains ;
- la RD 619 (ex route nationale 19) à Bar-sur-Aube et à Troyes ;
- la RN 67 à Saint-Dizier, puis la RN 4 à Vitry-le-François et à Châlons-en-Champagne et enfin à Reims via la RN 44 ;
- la RD 674 (ex route nationale 74) à Neufchâteau et Nancy ;
- la RN 19 via la RD 619 à Langres et Vesoul, puis la RD 974 (ex route nationale 74) à Dijon et via cette dernière à la RD 67 (ex route nationale 67) à Besançon ;
- l'autoroute A5 assure la liaison vers Troyes et l'autoroute A31 vers Dijon et Nancy.

#### Voies ferroviaires
Chaumont est située sur la Ligne de Paris-Est à Mulhouse-Ville sur laquelle se trouve le viaduc de Chaumont. Le train TER relie la gare de Chaumont à Paris en 2 h 15, ainsi qu'à un ensemble de villes relativement proches. De plus, la ville est desservie par la ligne de Dijon à Reims.

#### Aérodromes
L'aérodrome de Chaumont-Semoutiers (code OACI : LFJA) se situe à l'ouest de la ville, sur la commune de Semoutiers.
L'aérodrome de Chaumont - La Vendue (anciennement LFSY) a été fermé en 1995.

#### Transports en commun
Voir Liste des lignes de bus de Chaumont.
Le Réseau « CmonBus » est le réseau de transport en commun du pays chaumontais.

## Toponymie
Attestée sous la forme Chalmunt en 1134, Calvus Mons, Chalvus Mons en 1167, Calidus Mons v.1172, Chaumont 1226, Chaumunt 1252, Calvus Mons in Bassigneio 1256-1270, Chamont-en-Bassigny 1258, Chaumont-en-Basseigni 1265, Calvus Mons in Bassigneyo 1338, Chaumont-en-Baseigny 1395, Chamont, Chaulmont 1508, Chaumont-en-Bassigny 1611, changement en 1971 la commune devient Chaumont.
Commentaires (en ligne) de Cl. Richier sur l'étymologie de Chaumont. L’étymologie de Chaumont calvus mons soit le « Mont Chauve ». Le terme renvoie au site dépouillé d'arbre sur lequel la première ville a été édifiée au Xe siècle : un éperon abrupt et une terre de pâture estivale qui dominent les vallées de la Suize et de la Marne coulant à moins de 300 mètres d'altitude.
Selon Gérard Taverdet, le nom viendrait du préceltique calma {friche, hauteur}, et aurait été latinisé en calvus mons ce que l'on rencontre fréquemment dans la toponymie française.
Faisant partie de la région du Bassigny, la commune a porté le nom de Chaumont-en-Bassigny jusqu'en 1971.

## Histoire
La ville est issue d'une fondation féodale dans une campagne peuplée. Le site est une ancienne résidence carolingienne des comtes du pays de Champagne surveillée par un château érigé pendant l'époque ottonienne. La puissance des comtes de Champagne rayonnant sur toute la région permet le choix de leur domaine ou villa qu'ils transforment en leur bonne ville. Chaumont bénéficie ainsi très tôt d’une position politique stratégique, mais elle est aussi soumise aux aléas des dynasties régnantes de Champagne.

### Antiquité
Le territoire de l'actuelle ville de Chaumont relevait de celui des Lingons. Des fouilles archéologiques menées de 1989 à 1992 dans la forêt du Corgebin ont permis de mettre en évidence les bases d'un petit fanum de surface rectangulaire, divers objets et monnaies frappées sous le règne de Marc Aurèle.
Dans les secteurs des faubourgs de Saint-Aignan et du Moulin Neuf, des fouilles ont mis au jour les fondations de quelques villas et fermes gallo-romaines sur les bords de la Suize.
La colline Saint-Roch fut elle aussi occupée bien avant que l'ermitage soit édifié : un camp militaire romain aurait été placé temporairement sur ce site, les Anciens nommaient l'endroit « la vieille cité ».

### Moyen Âge

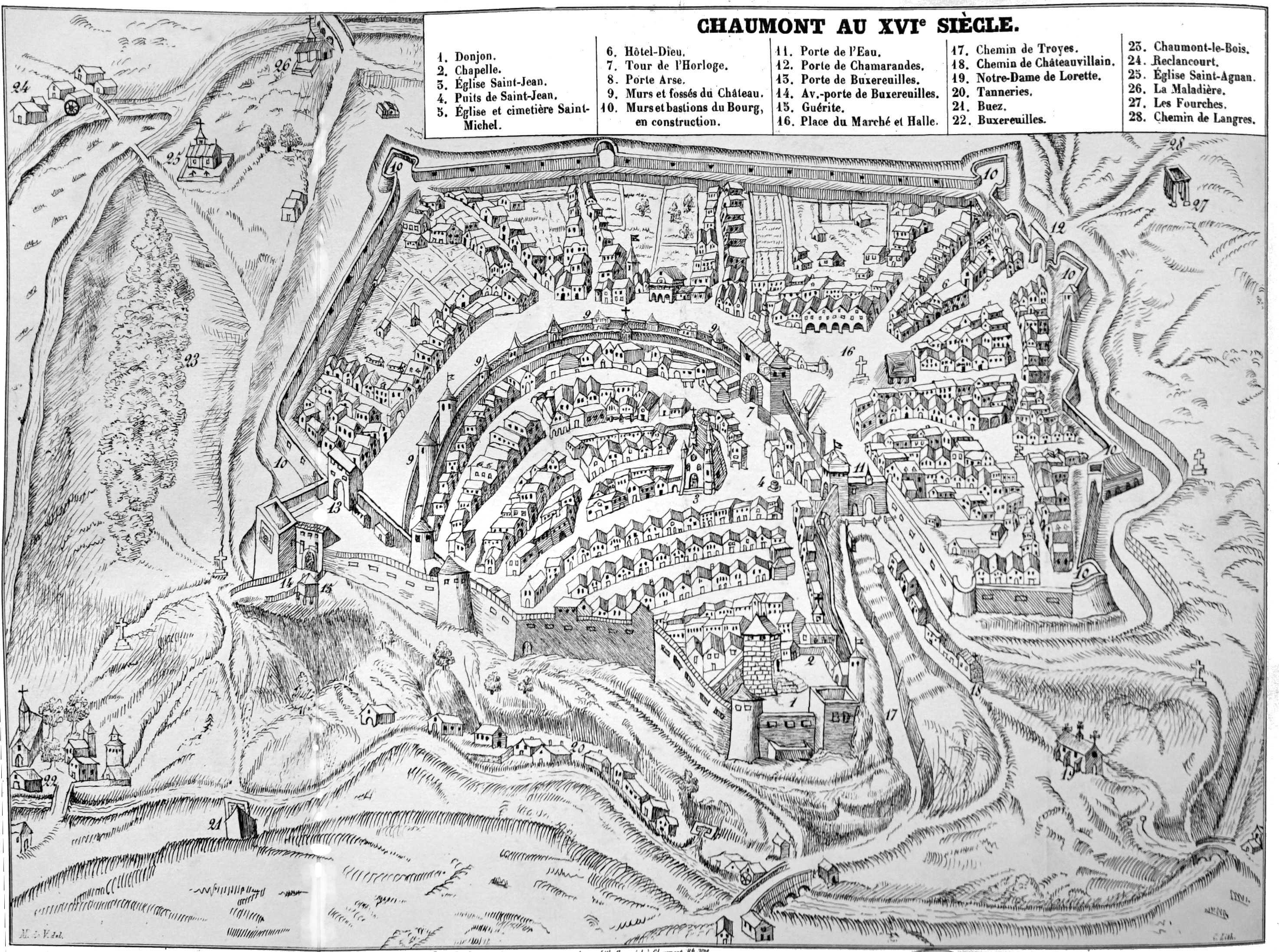
Chaumont au XVIe siècle, Émile Jolibois.

Chaumont ne serait pas une ville très ancienne. D'origine féodale, elle est née au Xe siècle. Geoffroy Ier de Chaumont en est le fondateur, selon Émile Jolibois. La seigneurie de Chaumont possède le fief de Chaumont jusqu'en 1190. La ville est défendu par la motte féodale, puis par le château.
Tout d'abord, les paysans et les artisans s'installent en périphérie de la cité qui allait être construite. Ainsi, les seigneurs décident d’établir deux chapelles accompagnées de leur cimetière : Buxereuilles et Saint-Aignan. À peine deux siècles après, au XIIe siècle, la cité est endettée à cause des actions entreprises par les seigneurs (constructions d’édifices religieux, croisades…), si bien qu'elle est cédée au comte de Champagne en 1205 puis passe dans le domaine royal avec le comté de Champagne.
Au XIIIe siècle, Chaumont connaît une période de prospérité : le nombre d'habitants est en constante augmentation (hommes puissants[précision nécessaire], artisans, paysans…), une véritable cité se crée durant cette période, après la construction de l’église Saint-Jean-Baptiste.
Thibault IV, comte de Champagne de 1201 à 1253, et roi de Navarre de 1234 à 1253, est attaqué par Hugues IV, duc de Bourgogne mais il se réfugie dans son château fortifié (1229-1230).
La petite-fille de Thibault IV, Jeanne de Champagne épouse Philippe le Bel encore fils aîné du roi de France. Lorsque celui-ci accède au trône de France, Chaumont prend de l'ampleur tant dans son extension que dans ses fortifications. C'est en 1292 que Chaumont est reconnue « capitale » du pays environnant à part entière.
Chaumont souffre comme toutes les villes de la guerre de Cent Ans et de la peste à partir du milieu du XIVe siècle. La ville fait partie des possessions de la Maison de Joinville.
Chaumont ne suit pas Charles le Téméraire dans sa lutte contre le roi Louis XI.
Le 8 février 1475, le pape Sixte IV institue par une bulle pontificale le Grand Pardon de Chaumont qui accorde à perpétuité une indulgence plénière à tous ceux qui, chaque fois que la Saint-Jean-Baptiste (24 juin) tombera un dimanche, visiteront la collégiale, s'y confesseront et y communieront.

### Renaissance

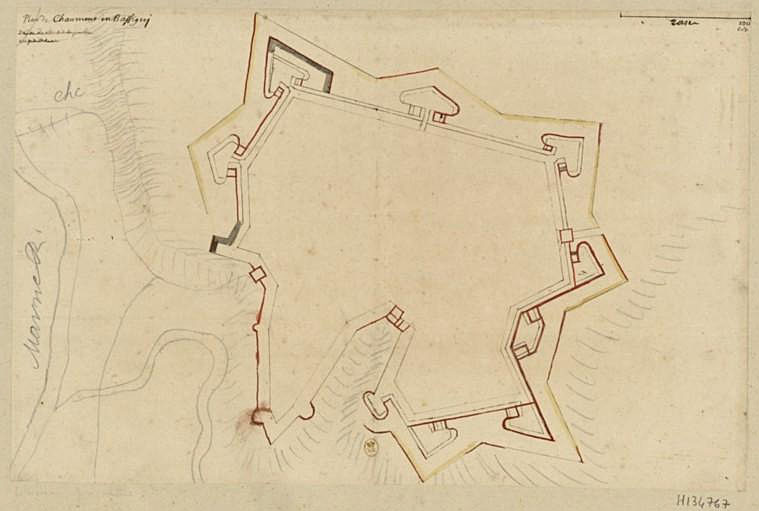
Plan des fortifications.

Au début du XVIe siècle, Chaumont reçoit la visite de François Ier, qui visite les fortifications et constate l’échevinage (sorte de municipalité) instauré en 1469.
La ville prend une plus grande extension au XVIe siècle. Elle subit les guerres de religion, qui commencent avec le massacre de Wassy de plusieurs dizaines de protestants par le duc François de Guise. L’Édit de Nantes, signé par Henri IV, marque la fin de ces guerres et renforce par écrit le statut de la municipalité chaumontaise. Cependant, les riches et puissantes personnes n’acceptent pas vraiment le pouvoir renforcé des élus, dont ils ne partagent pas forcément le point de vue sur la gestion de la ville.

### XVIIeetXVIIIesiècles

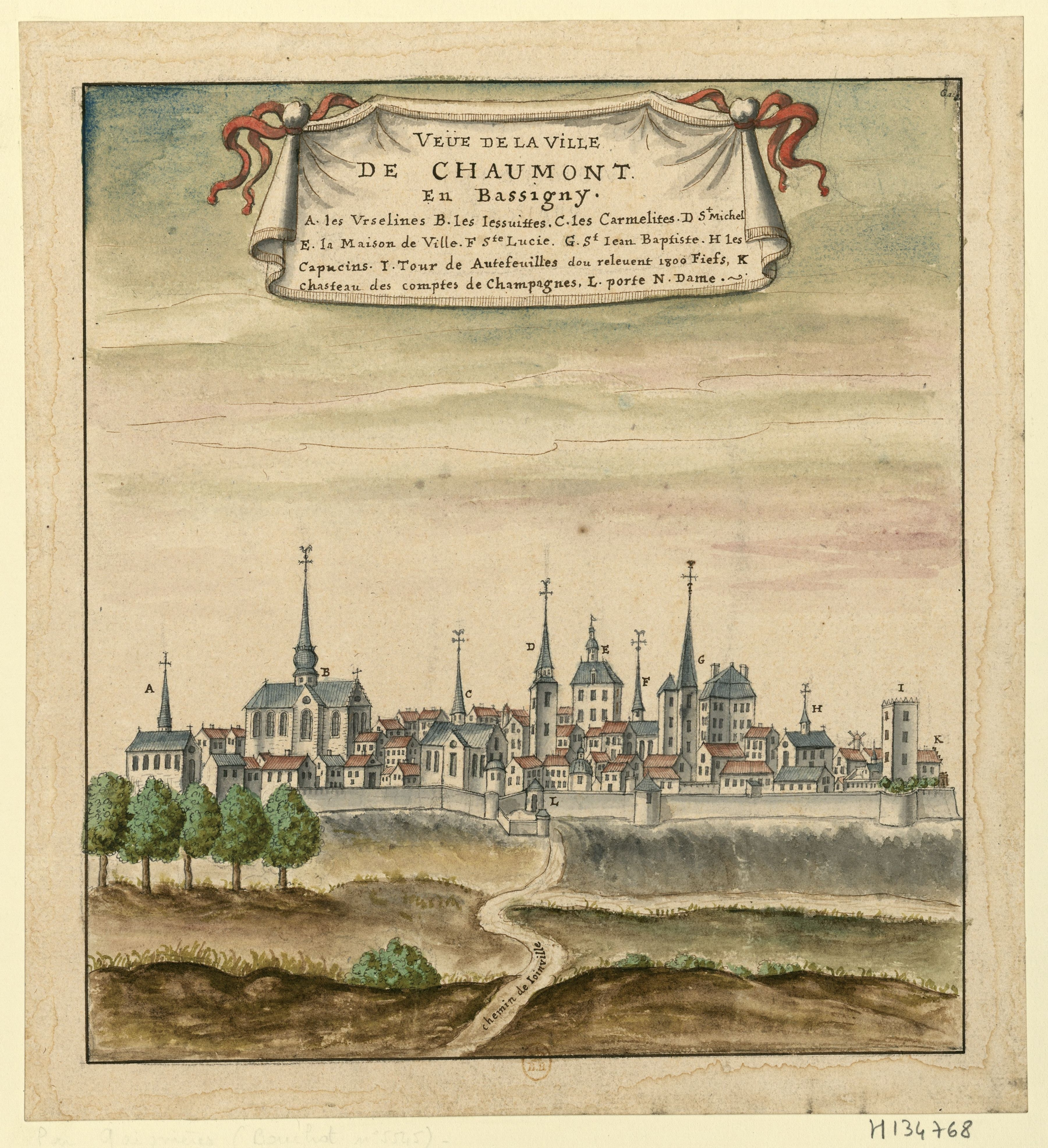
La ville de Chaumont-en-Bassigny (vers 1700).

Les Jésuites installent un Collège des Jésuites en 1617, un peu avant le milieu du XVIIe siècle, la peste sévit à Chaumont, les artisans et les paysans se trouvant à l’extérieur meurent par centaines, les portes de Chaumont étant fermées. Louis XIII et Richelieu visitent la ville quelques années.
Lorsque Louis XIV devient roi, tous les pouvoirs délégués aux villes sont peu à peu supprimés, notamment ceux accordés à Chaumont. En 1685, l’Édit de Nantes est révoqué par le roi, ce qu’approuvent[réf. nécessaire] les seigneurs de Chaumont.
Au XVIIIe siècle, sous le règne de Louis XV, un jeune sculpteur se fait remarquer favorablement, il s’agit d’Edmé Bouchardon (1698-1762).

### De 1790 à 1914

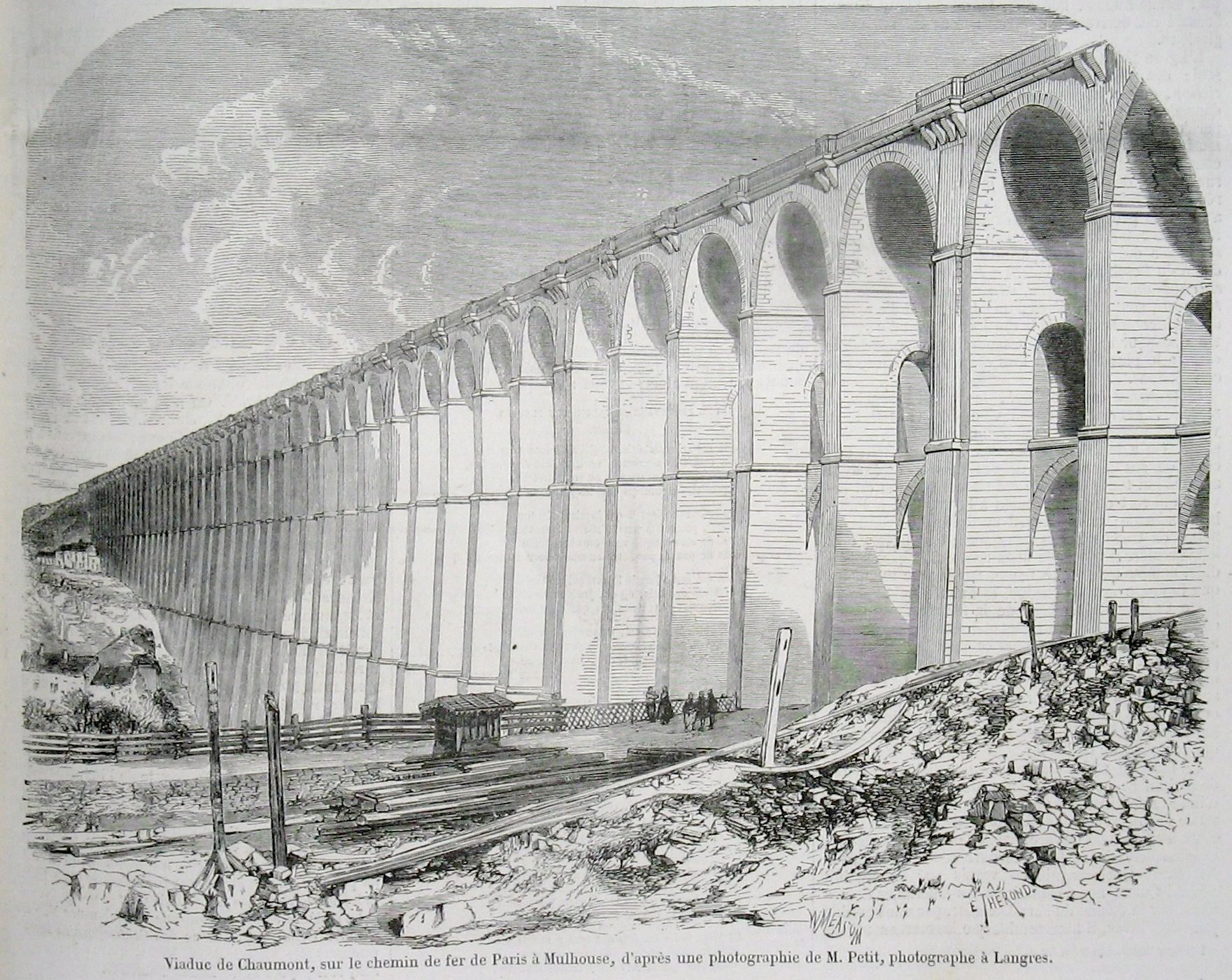
Le viaduc (1857).

En 1790, Chaumont est considérée comme une capitale à part entière, chef-lieu du département de la Haute-Marne récemment créé.
En 1810, les communes de Buxereuilles et Reclancourt sont rattachées à celle de Chaumont.
Chaumont est occupée pendant six mois en 1814 par les troupes alliées, qui signent secrètement le traité de Chaumont le 9 mars 1814. Ce traité prévoit une alliance défensive de 20 ans entre la (Grande-Bretagne, la Russie, la Prusse et l’Autriche). Un an après, le Pacte de Chaumont réunit les mêmes signataires et a pour but de lutter contre une nouvelle révolution en France. L'occupation est marquée par de nombreuses exactions (dont de nombreux viols) contre la population civile, une pénurie de nourriture (le prix du pain est multiplié par 7, et chaque ménage doit loger jusqu'à une dizaine d'occupants), des réquisitions forcées de véhicules et de fourrage, et de nombreuses humiliations (les militaires installant par exemple leurs chevaux dans les églises). Une épidémie de typhus se développe pendant cette même période.
Chaumont connaît un essor économique et industriel au XIXe siècle avec notamment la ganterie, la bonneterie, la draperie, etc. Une véritable révolution des transports a lieu : des canaux sont créés, des chemins de fer construits, le viaduc est édifié (1856).
La ville est occupée en 1871 par les troupes prussiennes durant la guerre franco-allemande (juillet 1870 – mai 1871).

### Première Guerre mondiale
Lors de la Première Guerre mondiale (1914-1918), le président des États-Unis Wilson décide d'envoyer des troupes qui débarquent en France. Le quartier général du corps expéditionnaire du général Pershing est installé à Chaumont en septembre 1917, au Val des Escholiers. Il recevra la visite de Woodrow Wilson. Le généralissime des forces alliées Ferdinand Foch, se rendit également à Chaumont.

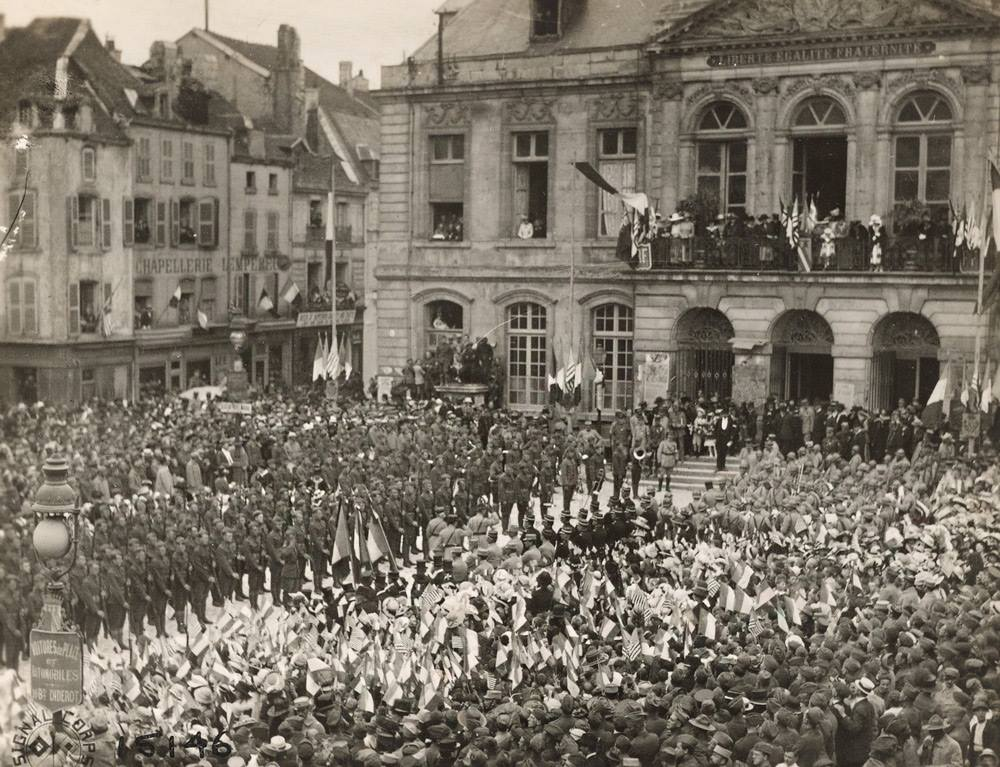
Réception du général Pershing à l'Hôtel de Ville de Chaumont.
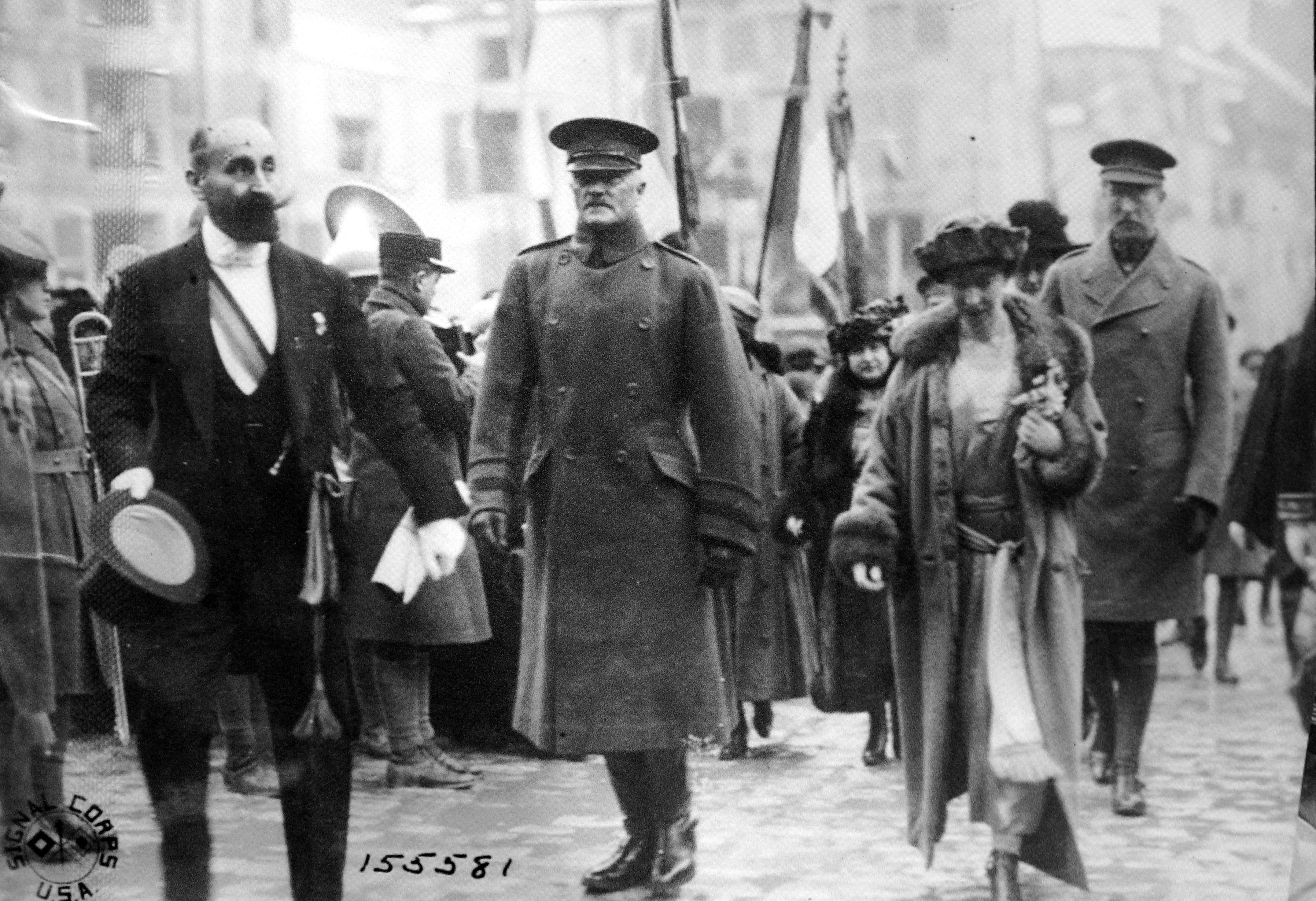
Le maire accueillant le général Pershing.
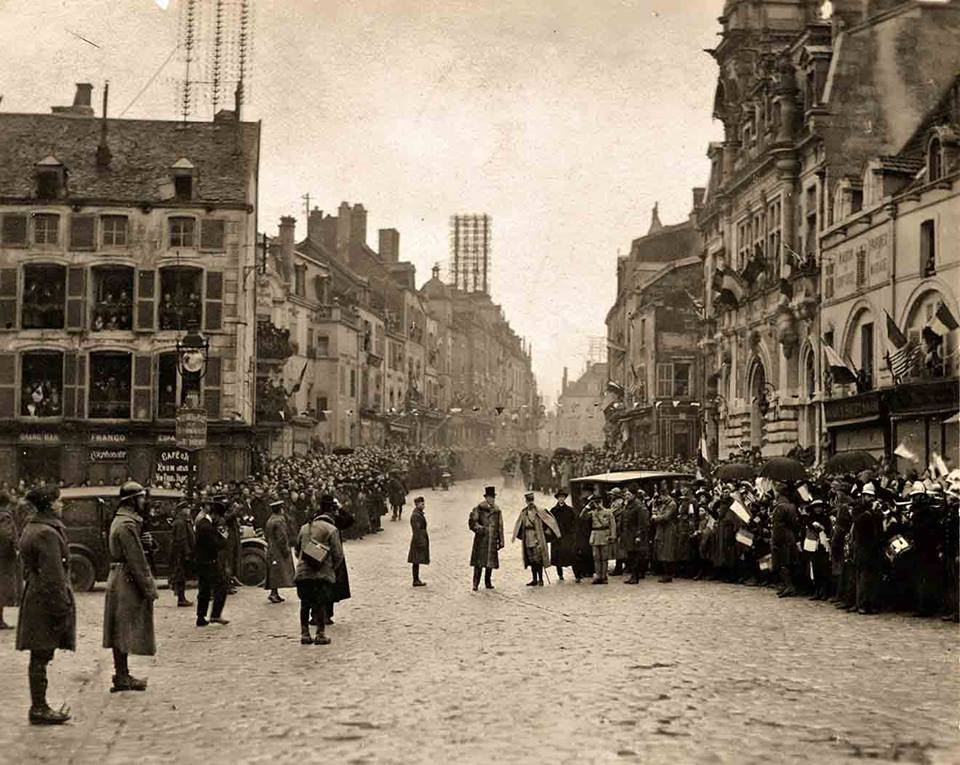
Le Président Wilson à Chaumont (25 décembre 1918).

La conclusion des accords de Munich fin septembre 1938 suscite un soulagement et une joie profonde : le conseil municipal attribue le nom de Neville-Chamberlain à une des rues de la ville dans les jours qui suivent.

### Seconde Guerre mondiale
Pendant la Seconde Guerre mondiale, le député-maire Georges Lévy-Alphandéry abandonne la ville, et s'enfuit avec sa famille à Bordeaux où il embarque le 20 juin sur paquebot Massilia à destination du Maroc avec un grand nombre d'autres hommes politiques. Il revient à Chaumont en 1945 et fait partie des 24 jurés qui condamnent à mort le Maréchal Pétain.
Le 15 juin 1940, l'armée allemande envahit la Haute-Marne, Chaumont est occupée jusqu'au 13 septembre 1944.

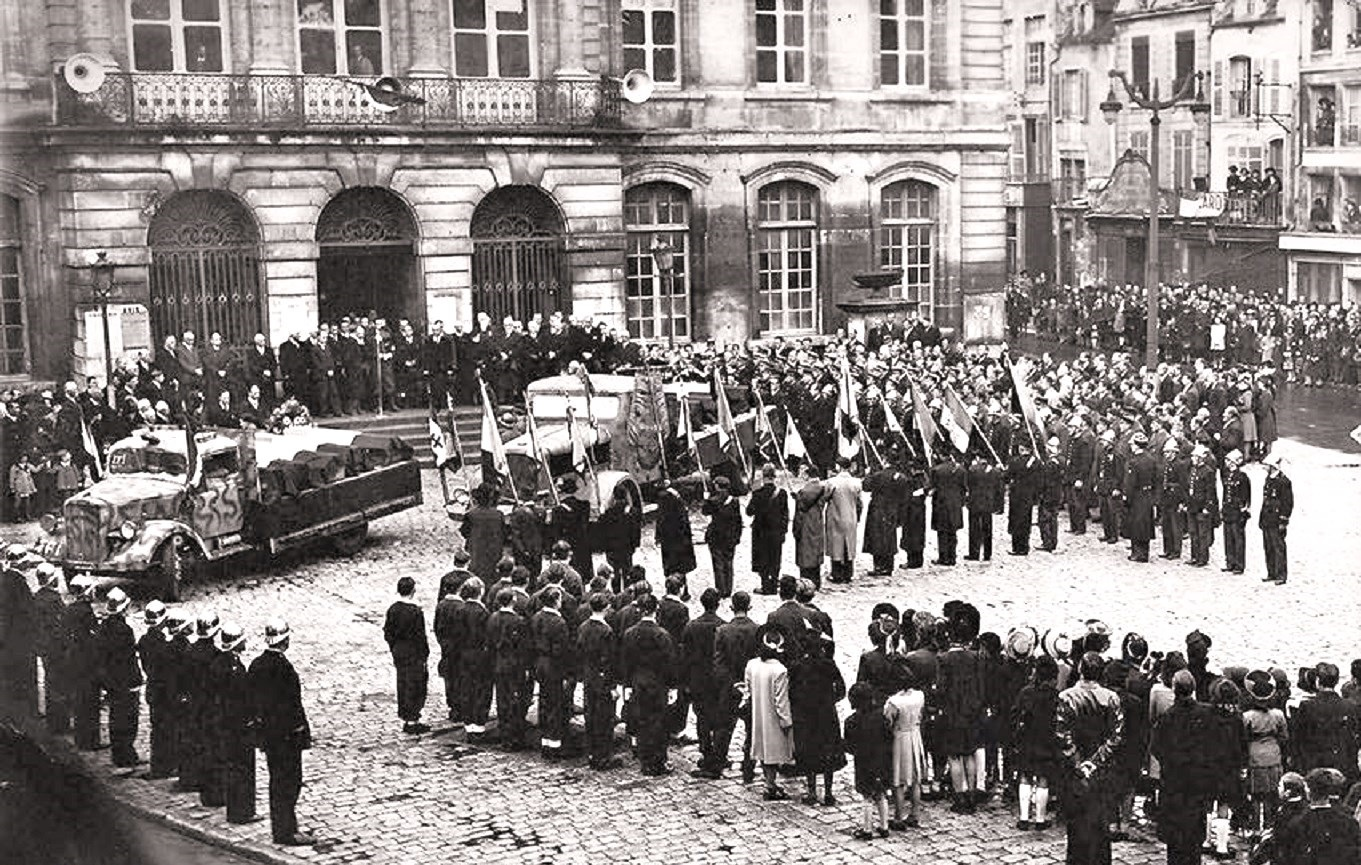
Hommage aux onze fusillés du 18 mars 1944.

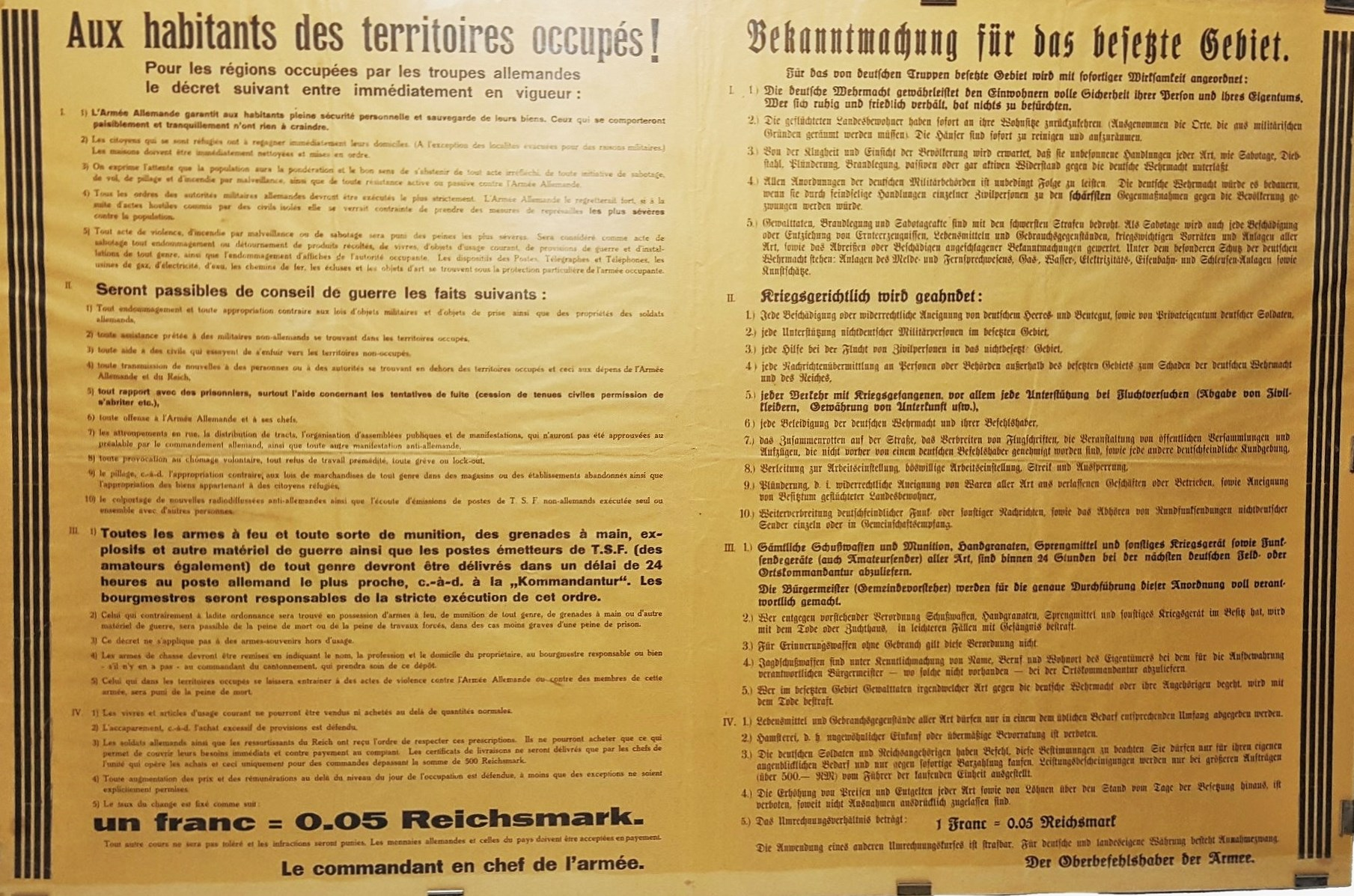
Affiches placardées dans les villages Haut-Marnais pendant la guerre 39-45

En septembre 1940, soixante-dix personnes sont recensées comme israélites, plusieurs familles quittent la ville. Le 27 janvier 1944, André Baer, pharmacien à Chaumont, et toute sa famille, sont arrêtes par les Feldgendarmes et envoyés le 10 février vers le camp de Drancy d'où ils seront déportés vers le camp de concentration d'Auschwitz où ils trouveront la mort.
En janvier 1944, les Allemands arrêtent 20 hommes : Lucien Frossard et Lucien Febvays se suicident dans leur cellule, les 18 autres sont jugés le 8 mars par le « Tribunal de la Feldkommandantur » de Chaumont. Deux sont acquittés, quatre sont déportés, et onze sont condamnés à mort et fusillés le 18 mars. Georges Dodin, cheminot, est arrêté le 11 février 1944 pour sabotage et déporté vers Auschwitz, puis à Buchenwald, puis au Flossenbürg où il est mort en 1945.
La ville subit deux campagnes de bombardement par l'aviation anglo-américaine qui ont détruit environ 400 immeubles et fait plus de 1 000 sinistrés :
- le 11 mai 1944 en tuant 27 civils et une centaine de blessés, sans atteindre d'objectif stratégique ;
- le 23 mai 1944 en tuant 3 civils et en détruisant partiellement la gare.le viaduc partiellement détruit en 1944

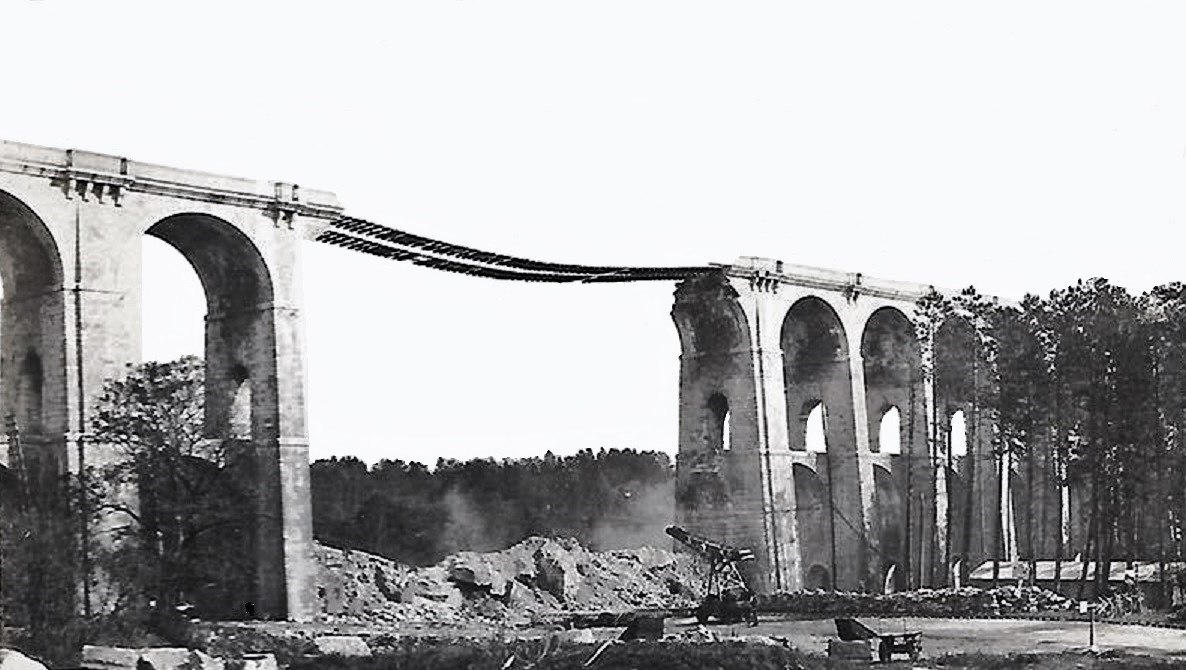
le viaduc partiellement détruit en 1944

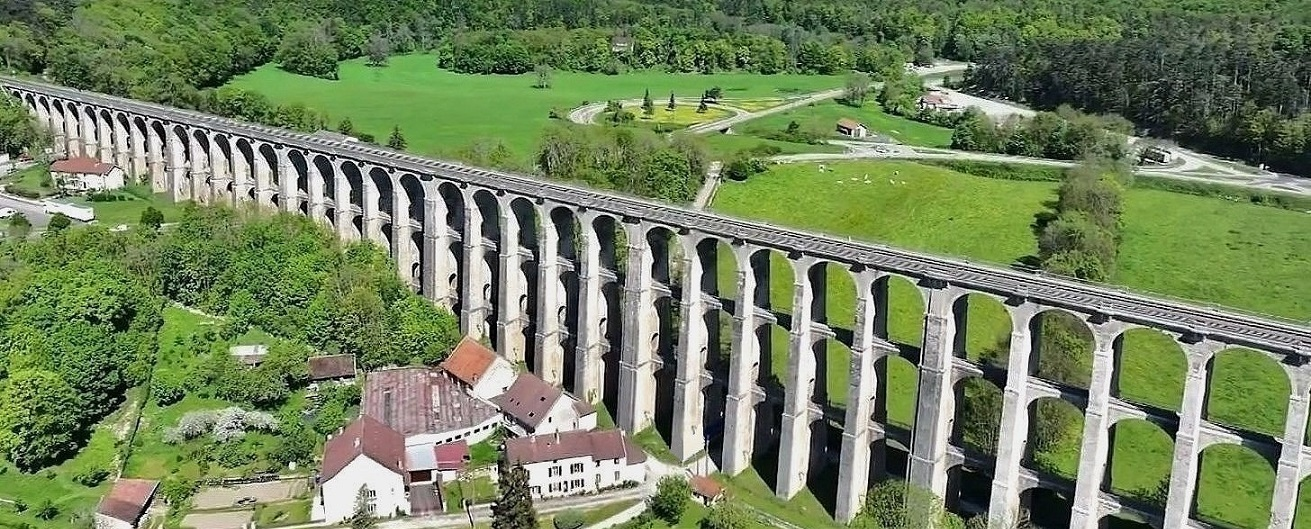
Le Viaduc

La ligne de chemin de fer est rapidement rétablie puisque le 31 août suivant, ce sont les Allemands qui détruisent deux arches du viaduc de chemin de fer lors de leur retraite pour empêcher les Alliés de l'utiliser. La circulation des trains est rétablie le 6 novembre.
Chaumont est libérée par les troupes du Général Patton.

### De 1945 à 2000
Après 1946, la population atteint 16 000 habitants.
En 1951, dans le cadre de l'OTAN, les États-Unis débutent la construction d'une base aérienne qui sera occupée par l'Armée de l'Air américaine jusqu'en 1967, date du retrait de la France du commandement intégré de l'OTAN. Le 61e régiment d'artillerie a aujourd'hui ses quartiers dans cette base.
Une école de la Gendarmerie nationale est créée en 1945 à Chaumont. Trois ans plus tard, elle est installée à la caserne de Damrémont où ont été hébergées les troupes américaines de Pershing.
Durant le dernier tiers du XXe siècle, la population de Chaumont stagne puis diminue : la perte de vitalité économique de la Haute-Marne, la baisse démographique, l'absence d'industries structurantes, la faillite ou la délocalisation de certaines sociétés chaumontaises marquent le déclin relatif de la ville.

### Depuis 2000
Durant les premières décennies du XXIe siècle, la population de Chaumont continue à diminuer, en lien avec la faillite ou la délocalisation de certaines sociétés chaumontaises telles que Nordénia, Capdevielle, SIHM, etc.
Les pouvoirs publics tentent d'enrayer ce déclin en garantissant le maintien sur le territoire de la ville de l'École de gendarmerie et du régiment d'artillerie, et par la construction d'une zone économique à la Croix Coquillon nommée « Plein'Est », ayant vocation à compléter les zones artisanales de la Vendue et de la Dame Huguenotte. Le quartier de la gare est complètement réaménagé, accueillant notamment un nouveau complexe cinématographique, et le Centre national du graphisme Le Signe, dans l'ancienne Banque de France.
Mi-2021, un nouvel équipement combinant centre aquatique et salle de sports et de spectacles est inauguré, Palestra. Le centre aquatique remplace les trois piscines chaumontaises existantes, vieillissantes, et la salle de sports et de spectacles accueille les matchs du CVB52, le club de volley professionnel de la ville.

## Politique et administration
Sous l'Ancien Régime, Chaumont était le siège du bailliage de Chaumont-en-Bassigny.

### Tendances politiques et résultats
| Élection                  | Territoire  | Titre                              | Nom                | Tendance politique | Début de mandat | Fin de mandat |
| ------------------------- | ----------- | ---------------------------------- | ------------------ | ------------------ | --------------- | ------------- |
| Élections municipales     | Chaumont    | Maire                              | Christine Guillemy | Modem              | 2020            | 2026          |
| Élections départementales | Haute-Marne | Président du conseil départemental | Nicolas Lacroix    | LR                 | 6 novembre 2017 | 2021          |

On peut remarquer que la ville de Chaumont est marquée par une tendance centriste, plus précisément de centre droit. Les maires successifs de Chaumont sont issus de partis centristes (comme l'UDF ou le Parti radical) ou alors représentent la tendance centriste d'un parti tel que Luc Chatel au sein de l'UMP.
L'élection de Bérangère Abba aux élections législatives de la première circonscription de la Haute-Marne en 2017 et son arrivée en tête à Chaumont montre encore une fois la tendance centriste de la ville.

### Administration municipale

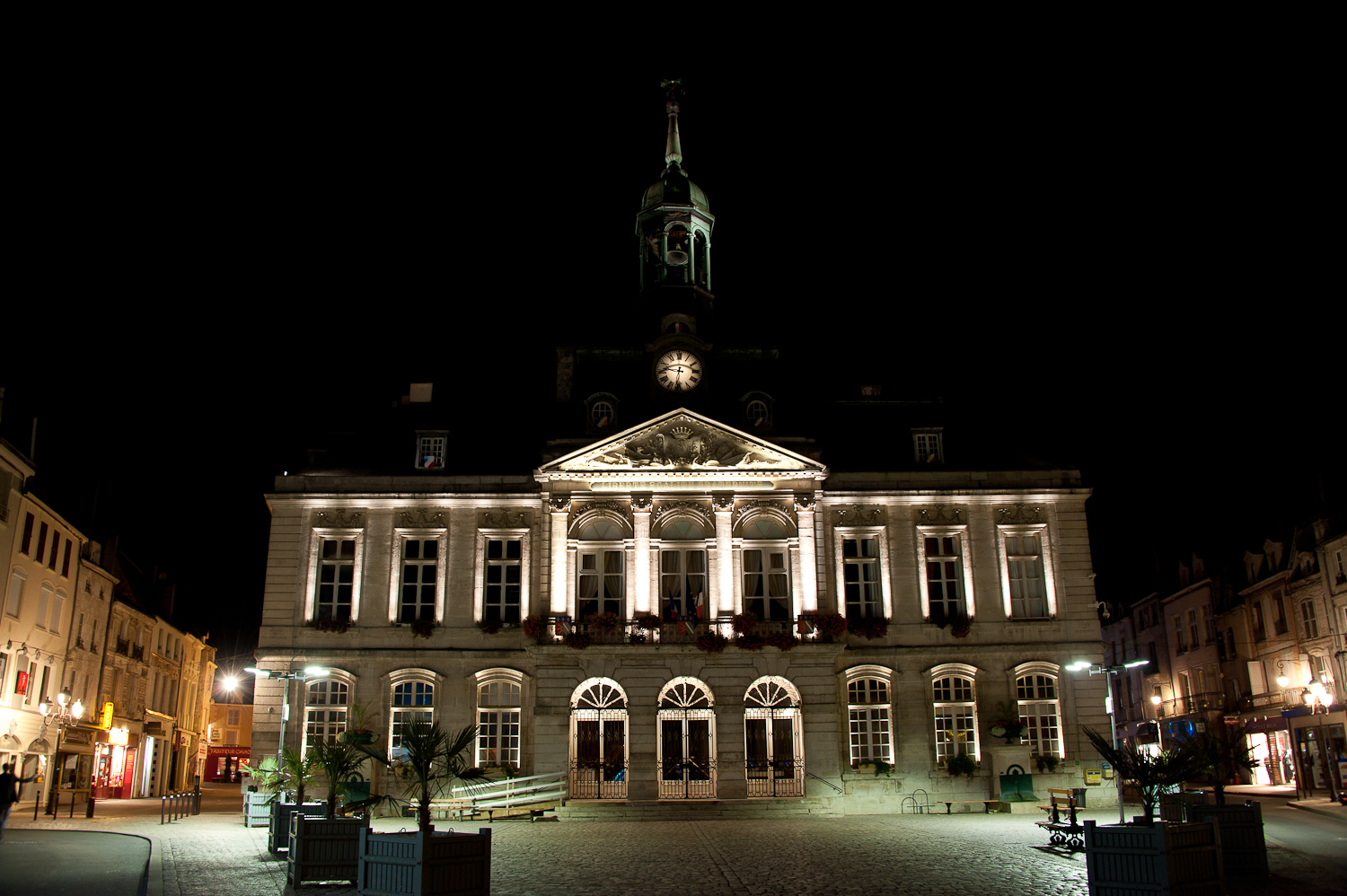
L'hôtel de ville de Chaumont.

### Chaumont, ville-centre du pays de Chaumont et de la CAPC
Il convient de distinguer le pays de Chaumont de la communauté d'agglomération du pays chaumontais :
- Le pays de Chaumont, créé en 2002, concerne 153 communes situées sur 12 cantons et regroupe 73 000 habitants ; il inclut sept communautés de communes, et notamment la communauté d'agglomération du pays chaumontais qui représente environ la moitié du pays de Chaumont,
- La communauté d'agglomération du pays chaumontais, créée en 1998 et qui n'est qu'une partie du pays de Chaumont. Néanmoins, à la différence de ce dernier, elle dispose de la personnalité juridique, d'une fiscalité locale indépendante et promeut des actions concrètes. La communauté de communes a d'importantes compétences administratives déléguées, notamment en matière de développement économique et de transports urbains et intercommunaux.

- Chaumont fait historiquement partie de la micro région du Bassigny, dont le périmètre ne recoupe en rien les notions administratives de Pays et de Communauté de communes.

### Liste des maires
Depuis 1945, sept maires se sont succédé à Chaumont :
| Période | Période  | Identité                | Étiquette     | Qualité                                     |
| ------- | -------- | ----------------------- | ------------- | ------------------------------------------- |
| 1945    | 1958     | Jean Masson             | Parti radical | Député (1946-1958)                          |
| 1958    | 1976     | Marcel Baron            | Parti radical | …                                           |
| 1976    | 1989     | Georges Berchet         | UDF-RAD       | Sénateur (1974-2001)                        |
| 1989    | 1995     | Cyril Bourlon de Rouvre | DVD           | …                                           |
| 1995    | 2008     | Jean-Claude Daniel      | DVG           | Député (1997-2002)                          |
| 2008    | 2013     | Luc Chatel              | UMP           | Député, Ministre                            |
| 2013    | En cours | Christine Guillemy      | ex UDF, MoDem | Présidente de la Communauté d'Agglomération |

Le 6 septembre 2013, Luc Chatel annonce sa démission de maire sous prétexte de non-cumul de mandat mais reste président de la communauté de communes du pays Chaumontais, député de la Haute-Marne et no 2 de l'UMP. À noter que le non-cumul des mandats ne s'est appliqué qu'en 2017.
Son adjointe Christine Guillemy est élue maire par le conseil municipal le 13 septembre 2013.

### Instances judiciaires et administratives

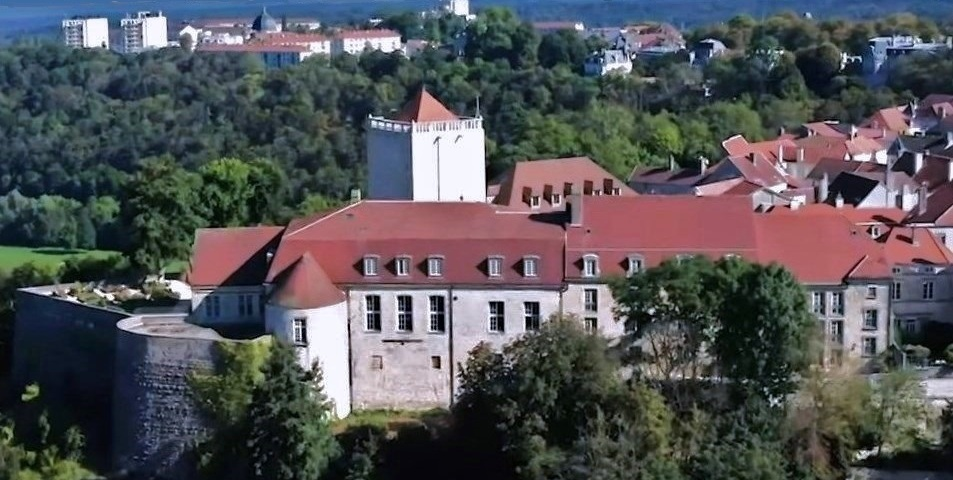
le Château et son Donjon

Le 3 janvier 1976, un incendie ravage le Palais de Justice situé dans l'ancien château, à côté du Donjon qui surplombe le quartier des Tanneries qui se trouve en contrebas. Chaumont étant classée ville historique, le Palais de Justice fut reconstruit comme il se doit.
La maison d'arrêt, légèrement excentrée du centre-ville, se situe au Val Barizien.

### Politique environnementale
En 2010 et 2011, la ville interconnecte et étend ses deux réseaux de chaleur, afin de desservir environ 2 600 logements. L'objectif est d'atteindre 50 % d'énergies renouvelables dans ce réseau d'ici 2013.

### Jumelages
En mars 2010, Chaumont est jumelée avec :
- Bad Nauheim (Allemagne) depuis 1992 ;
- San (Mali) depuis 1995[41] ;
- Oostkamp (Belgique) depuis 2005 ;
- Baillif (France) depuis 2010[réf. nécessaire] ;
- Owasso (États-Unis) depuis 2017[42].

Par ailleurs, la commune de Chaumont a signé avec Ashton-under-Lyne (Royaume-Uni) en 1956 des contrats de coopération dans les domaines culturel, sports et formation ; et avec Ivrée (Italie) en 1983 dans le domaine culturel.

## Population et société

### Démographie

#### Évolution démographique
L'évolution du nombre d'habitants est connue à travers les recensements de la population effectués dans la commune depuis 1793. Pour les communes de plus de 10 000 habitants les recensements ont lieu chaque année à la suite d'une enquête par sondage auprès d'un échantillon d'adresses représentant 8 % de leurs logements, contrairement aux autres communes qui ont un recensement réel tous les cinq ans,.

En 2022, la commune comptait 21 418 habitants, en évolution de −4,24 % par rapport à 2016 (Haute-Marne : −4,62 %, France hors Mayotte : +2,11 %).
| 1793  | 1800  | 1806  | 1821  | 1831  | 1836  | 1841  | 1846  | 1851  |
| ----- | ----- | ----- | ----- | ----- | ----- | ----- | ----- | ----- |
| 5 253 | 6 188 | 6 102 | 5 487 | 5 965 | 6 318 | 6 347 | 6 243 | 6 374 |

| 1856  | 1861  | 1866  | 1872  | 1876  | 1881   | 1886   | 1891   | 1896   |
| ----- | ----- | ----- | ----- | ----- | ------ | ------ | ------ | ------ |
| 9 263 | 7 673 | 8 285 | 8 500 | 9 226 | 12 160 | 12 852 | 13 280 | 13 428 |

| 1901   | 1906   | 1911   | 1921   | 1926   | 1931   | 1936   | 1946   | 1954   |
| ------ | ------ | ------ | ------ | ------ | ------ | ------ | ------ | ------ |
| 14 622 | 14 872 | 14 870 | 16 210 | 15 178 | 15 941 | 18 069 | 16 851 | 19 346 |

| 1962   | 1968   | 1975   | 1982   | 1990   | 1999   | 2006   | 2011   | 2016   |
| ------ | ------ | ------ | ------ | ------ | ------ | ------ | ------ | ------ |
| 21 717 | 25 779 | 27 226 | 27 554 | 27 041 | 25 996 | 24 357 | 22 705 | 22 367 |

| 2021   | 2022   | - | - | - | - | - | - | - |
| ------ | ------ | - | - | - | - | - | - | - |
| 21 699 | 21 418 | - | - | - | - | - | - | - |

#### Pyramide des âges
La population de la commune est relativement jeune.
En 2018, le taux de personnes d'un âge inférieur à 30 ans s'élève à 36,3 %, soit au-dessus de la moyenne départementale (31,0 %). À l'inverse, le taux de personnes d'âge supérieur à 60 ans est de 28,8 % la même année, alors qu'il est de 31,8 % au niveau départemental.
En 2018, la commune comptait 10 624 hommes pour 11 366 femmes, soit un taux de 51,69 % de femmes, légèrement supérieur au taux départemental (51,02 %).
Les pyramides des âges de la commune et du département s'établissent comme suit.
| Hommes | Classe d’âge | Femmes |
| ------ | ------------ | ------ |
| 0,8    | 90 ou +      | 2,0    |
| 7,4    | 75-89 ans    | 11,4   |
| 16,1   | 60-74 ans    | 19,6   |
| 18,2   | 45-59 ans    | 20,3   |
| 16,1   | 30-44 ans    | 15,2   |
| 25,0   | 15-29 ans    | 17,6   |
| 16,3   | 0-14 ans     | 13,9   |

| Hommes | Classe d’âge | Femmes |
| ------ | ------------ | ------ |
| 0,8    | 90 ou +      | 2,5    |
| 8,7    | 75-89 ans    | 12     |
| 20,5   | 60-74 ans    | 21,2   |
| 20,5   | 45-59 ans    | 20     |
| 16,8   | 30-44 ans    | 15,8   |
| 16,5   | 15-29 ans    | 13,6   |
| 16,2   | 0-14 ans     | 14,9   |

### Enseignement
Chaumont est située dans l'académie de Reims.
La ville accueille un campus de l'Université de Reims Champagne-Ardenne.

#### Établissements scolaires

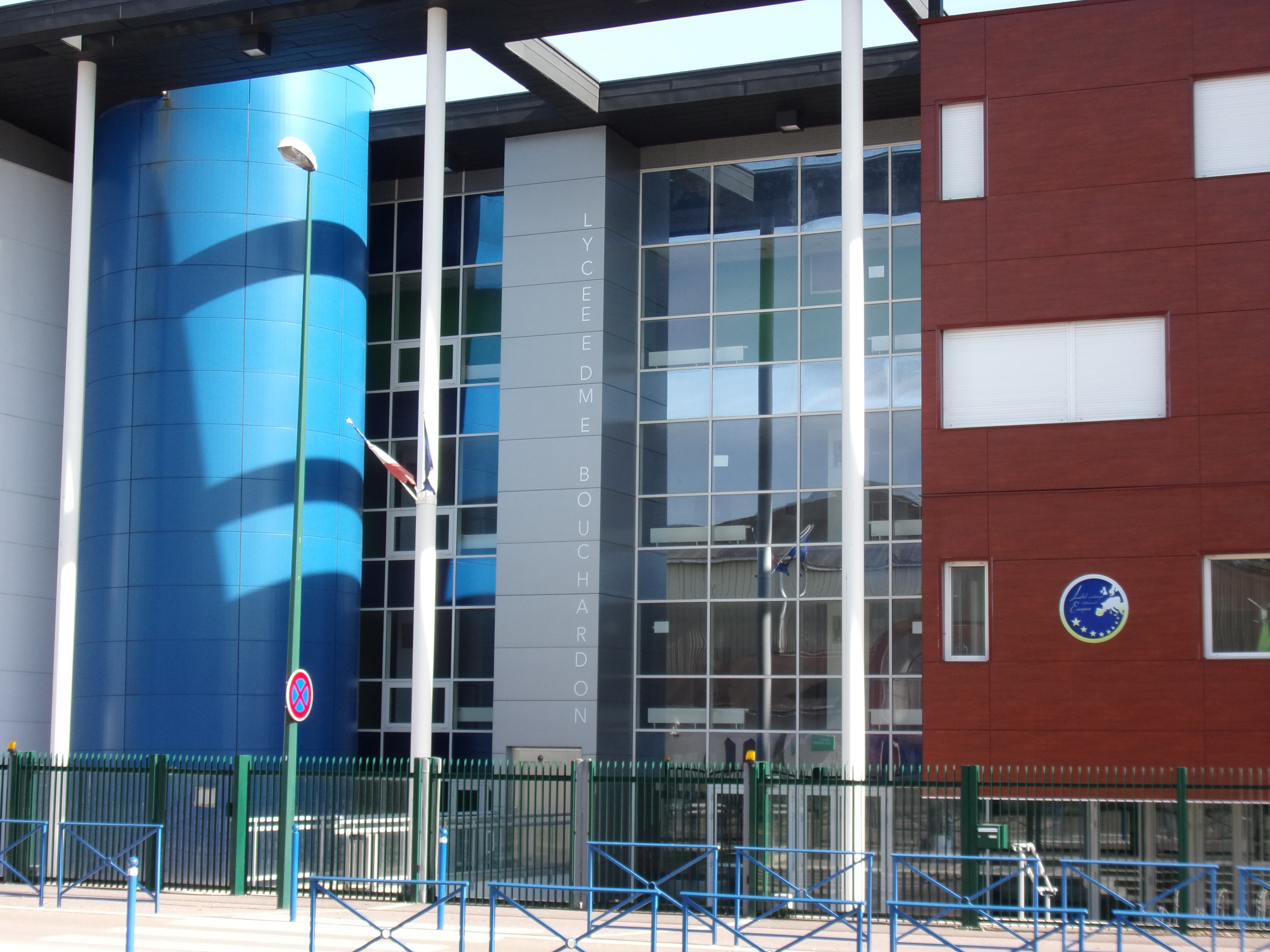
Entrée du Lycée Bouchardon (Chaumont).

La ville administre 10 écoles maternelles et 12 écoles élémentaires communales.
La commune est le siège de trois lycées (Bouchardon, De Gaulle et Decomble) et de trois collèges (Louise-Michel, la Rochotte et Camille Saint-Saëns) publics ainsi que d'un établissement privé (Oudinot).

#### École de gendarmerie
La ville accueille la plus ancienne école de gendarmerie. Créée en 1945, elle est l'ancien quartier général du général Pershing. Elle peut accueillir jusqu'à sept compagnies d'instruction (840 élèves) simultanément.

### Manifestations culturelles et festivités

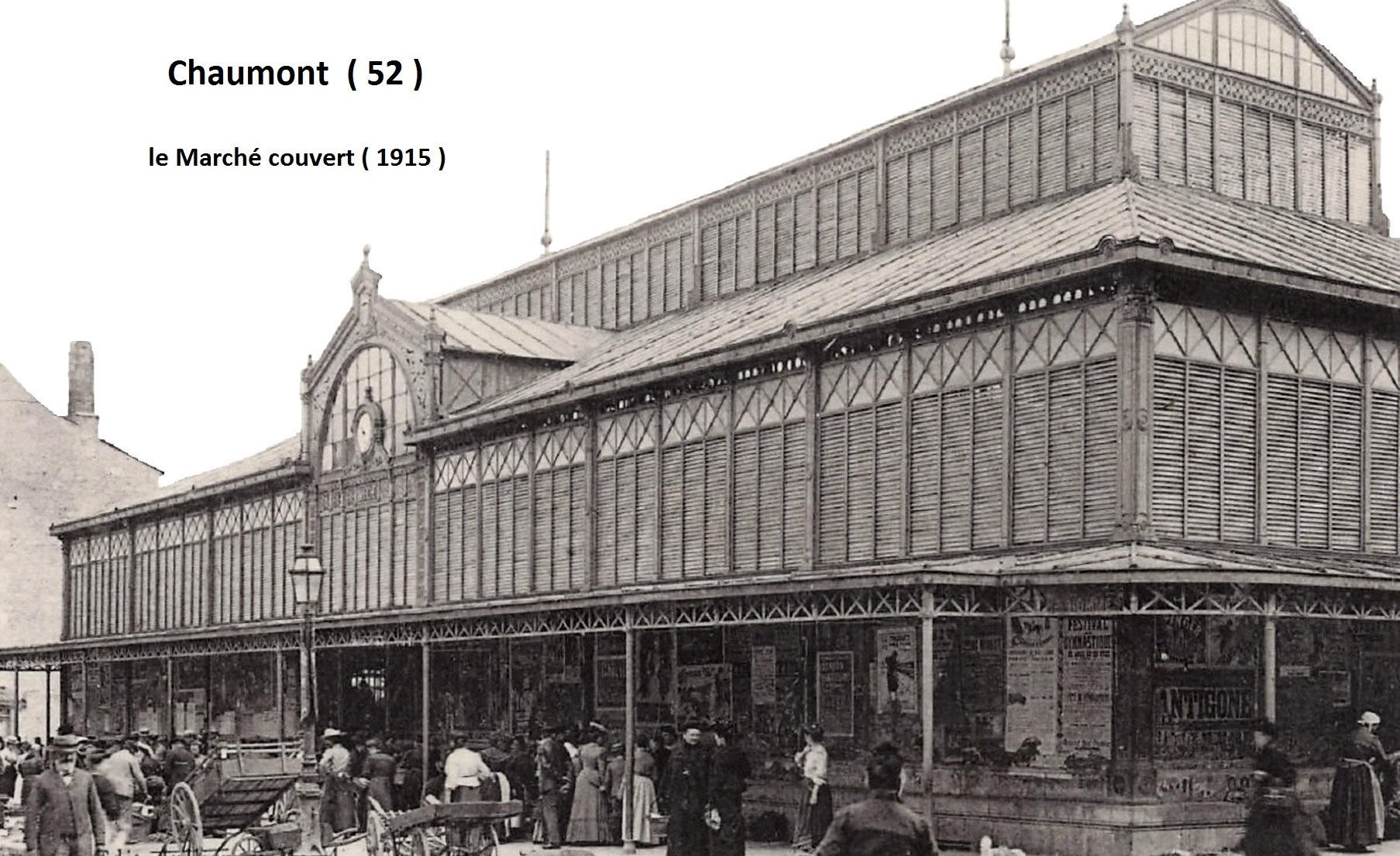
le Marché couvert en 1915

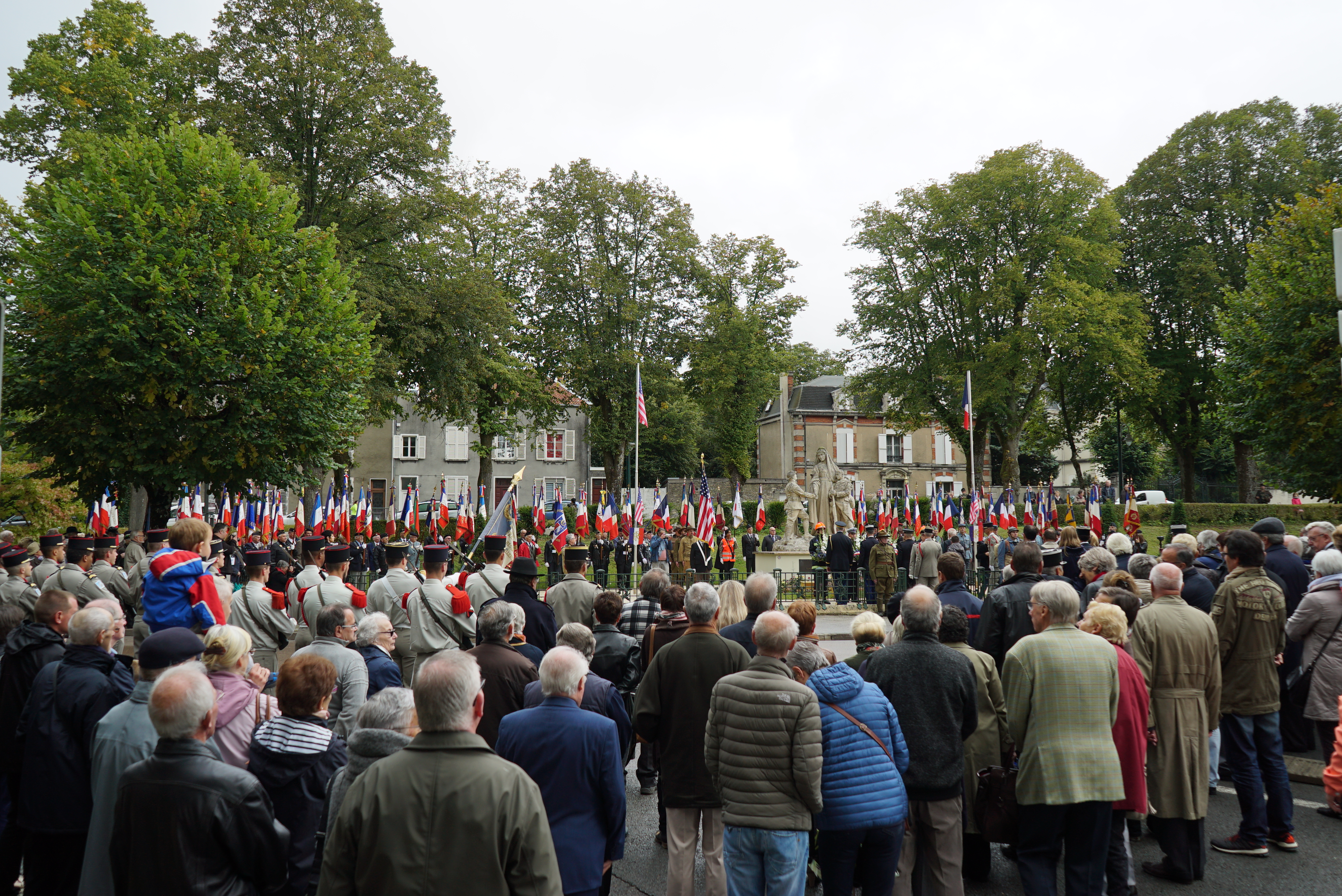
La fête des drapeaux autour du monument à l'amitié franco-américaine.

- Tous les 3es dimanches de chaque mois de mars à novembre, il y a le Marché à la brocante autour des halles (marché couvert) en centre-ville.
- Depuis 1989, le Festival international de l'affiche et des arts graphiques de Chaumont célèbre l'affiche et les graphistes. C'est un événement de renom international et le premier festival hexagonal dans cette catégorie. Il a lieu tous les ans en mai et investit différents lieux de la ville, principalement Le Signe, Centre national du graphisme.
- Fête médiévale : en partenariat avec Les Amis du Château de Lafauche, la ville de Chaumont organise, tous les deux ans, une grande fête médiévale "Chaumont, au temps des Comtes de Champagne" dans le Vieux Chaumont. Artisans médiévaux, animations de rues, ménestrels et troubadours, spectacles, bal, défilé costumé, troupes de reconstitution médiévale, ripaille, taverne…

### Santé
La Ville de Chaumont dispose d'un hôpital public et d'une clinique privée.
Les locaux de l'hôpital hébergent un Institut de Formation en Soins Infirmiers et un Institut de Formation d'Aides-Soignants.
Des étudiants en médecine de l'URCA viennent en stage au Centre Hospitalier de Chaumont.
La ville est touchée par la désertification médicale, comme la Haute-Marne en général.

### Sports
La ville offre une diversité de sports appréciable.
Le Chaumont Volley-Ball 52, club de volley-ball évoluant en Ligue A. Le club est devenu champion de France de Ligue A lors de la saison 2016-2017. Le 2 avril 2017, pour la première fois de son histoire, le CVB52 devient finaliste de la Challenge Cup 2016-2017.
Le 7 octobre 2017 à Mulhouse, le CVB52HM remporte un second titre en devenant champion de la Supercoupe de France en battant le Gazélec Football Club Ajaccio Volley-Ball 3 sets à 1 (16-25, 25-23, 25-13, 25-20).
Le Chaumont FC (Régionale 1), club de football qui a passé 16 saisons en deuxième division sous le nom de l'E.C.A.C.
L'ECAC Chaumont Rugby, évoluant en 1re Série Grand-Est saison 2018-2019.
L'ECAC Chaumont Handball ou Chaumont Handball 52, évoluant en Nationale 2 saison 2018-2019.
L'ECAC Basket Chaumont, évoluant en Championnat Régionale 2.
Les Phénix de Chaumont, club de football américain évoluant depuis 2024 au Championnat de France de football américain D3, finaliste du championnat Challenge Régional Grand-Est 2018.
La Chaumontaise Gymnastique, club de gymnastique fondé en 1883 sous le nom de « Société de Gymnastique et de tir » ; c'est également la plus vieille association de la ville de Chaumont.
Les Tomb Raiders de Chaumont, club de roller in line hockey et de hockey.
Le Vélo Club Chaumontais est un club de Cyclisme créé en 1923. L'association fait partie des plus anciennes de la ville.
De 1997 à 2018, sur un circuit urbain d'environ 1 540 m, était organisée chaque année une course de cyclomoteurs intitulée Les 24 heures Solex de Chaumont.
On peut aussi y pratiquer les arts martiaux et sports de combat, avec (par ordre alphabétique) : l’aïkido, la boxe anglaise, la boxe thaïlandaise, l’escrime, le qi gong, l’hapkido, le judo, le karaté, le kendo, le kung fu, le taekwondo, le taï chi chuan, le Yoseikan budo.

### Médias

#### Presse écrite
- Le Journal de la Haute-Marne (« JHM ») - avant 1993, nom du journal : « La Haute-Marne Libérée », fondé à la Libération par Gilbert Bletner - (quotidien),
- Voix de la Haute-Marne (journal hebdomadaire départemental),
- L'Affranchi (journal local hebdomadaire de Chaumont),
- Le Petit Champenois (disparu en 1944, ancien quotidien de Chaumont).

#### Radios locales
- 99.3 Radio Star : radio régionale couvrant le nord de la Franche-Comté et de la Bourgogne, les Vosges, la Haute-Marne et l'Aube. Ses studios se trouvent à Montbéliard, dans le parc d'activités Valparc.
- 99.9 RCF Aube/Haute-Marne : radio locale chrétienne[54].
- 100.8 Magnum la radio : radio régionale basée à Contrexéville. En plus de Chaumont, elle émet dans les Vosges, à Nancy (99.2 FM) et à Langres (94.4 FM).
- 106 Diversité FM : radio régionale associative diffuse depuis 2022 couvre la Haute-Marne, les Vosges, l'Aube et le sud de la Meuse depuis le pylône de Treix. Elle diffuse également en Bourgogne sur le 103.9 FM mais aussi en DAB+ à Monaco et sur la Côte d'Azur. Ses studios se trouvent à Montbard, Dijon, à Troyes et au 14 rue du Prieuré à Chaumont.
- 107.2 Active Radio : radio associative de la Haute-Marne. Elle émet 6 heures de programmes locaux sur Chaumont car ses studios principaux sont à Joinville.

#### Télévision
France 3 Champagne-Ardenne et France 3 Bourgogne émettent en Haute-Marne grâce au site d'émission de Chalindrey. Trois réémetteurs de confort sont disponibles dans Chaumont selon le lieu d'habitation :
- au nord de la ville, il y a le site Towercast « Chaumont 1 - Avenue du 109e RI » ;
- au nord-ouest, il y a le site TDF « Chaumont 2 - HLM Carnot » ;
- au sud, il y a le site TDF « Chaumont 3 - La Côte Grillée ».

Les deux derniers sites n'émettent pas le multiplex R3.

### Cultes
Le culte catholique régulier se concentre principalement dans deux édifices religieux :
- la basilique Saint-Jean-Baptiste, implantée rue Decrès dans le centre-ville ancien ;
- l'église Notre-Dame, édifice moderne implanté dans les faubourgs « modestes » du sud de la ville.

Le § 8.2. permet de connaître via leurs édifices propres les autres cultes représentés à Chaumont.

## Économie

### Entreprises et commerces
En sa qualité de préfecture, Chaumont est une ville essentiellement tournée vers le tertiaire, avec la présence de fonctionnaires d'administrations nationales et locales, de militaires (régiment d'artillerie, école de gendarmerie), des enseignants, des salariés de compagnies d'assurances ou mutuelles, etc. L'établissement le plus important en termes d'employés est le centre hospitalier (environ 850 personnes).

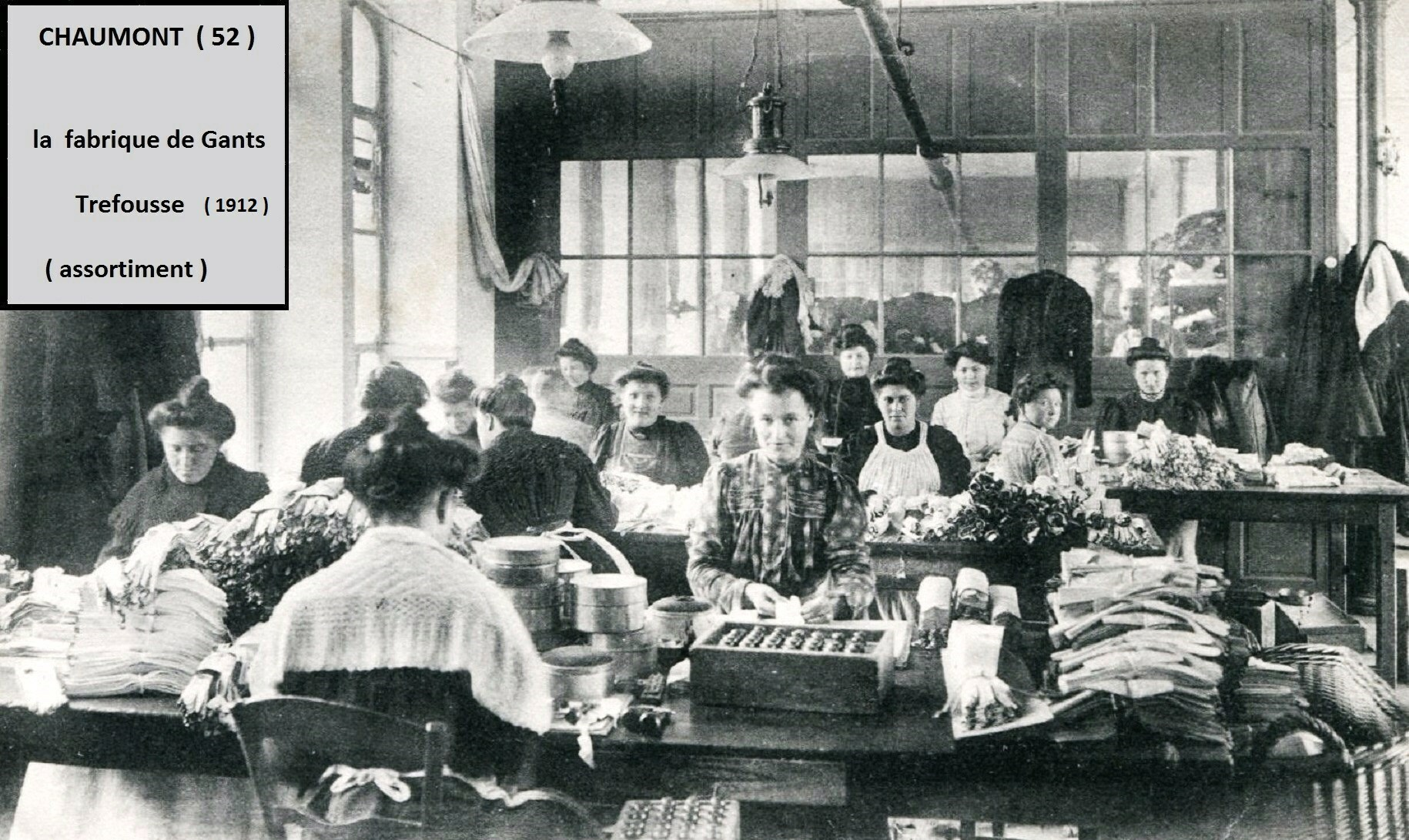
Fabrique de gants (Tréfousse) en 1912.

La ville possède aussi une antenne de la Chambre de commerce et d'industrie de la Haute-Marne.
Dans une moindre mesure il existe une petite industrie (équipement médical, Soremo, Girardot, etc.).
Jusqu'au milieu du XXe siècle, Chaumont possédait une industrie du gant mondialement reconnue avec notamment une entreprise importante, la Ganterie Tréfousse.
La société Vicat dispose d'une unité de production de béton.
Le siège des Éditions Crépin-Leblond se situe à Chaumont.

## Culture locale et patrimoine

### Lieux et monuments
Le viaduc de Chaumont, emblème de la ville, permet le passage de trains. Il apparaît dans des films comme Le Pacha ou Le Cerveau.
Le Signe, Centre national du graphisme, inauguré le 6 octobre 2016 dans les anciens locaux de la Banque de France rénovés et étendus par l'agence d'architecture Moatti—Rivière, est le premier lieu français permanent consacré au graphisme. En tant que centre d'art, le Signe est une plateforme de production, de diffusion, de soutien à la création, de dialogue et de médiation entre le champ artistique du graphisme et les publics. Son programme d’expositions, d’ateliers, de formations et de résidences, participe à la reconnaissance, au développement et au rayonnement du design graphique en France et dans le monde. Chaumont, forte d’une collection remarquable d’affiches anciennes léguée en 1906, s’est imposée comme un haut lieu du design graphique depuis la création en 1990 d’un festival et d’un concours international qui a permis la constitution d'une collection d'affiches contemporaines Devenu Biennale et désormais porté par le Signe, ce rendez-vous réunit tous les artistes et designers graphiques à travers le monde depuis près de 30 ans. La ville est surnommée « la capitale du graphisme ».

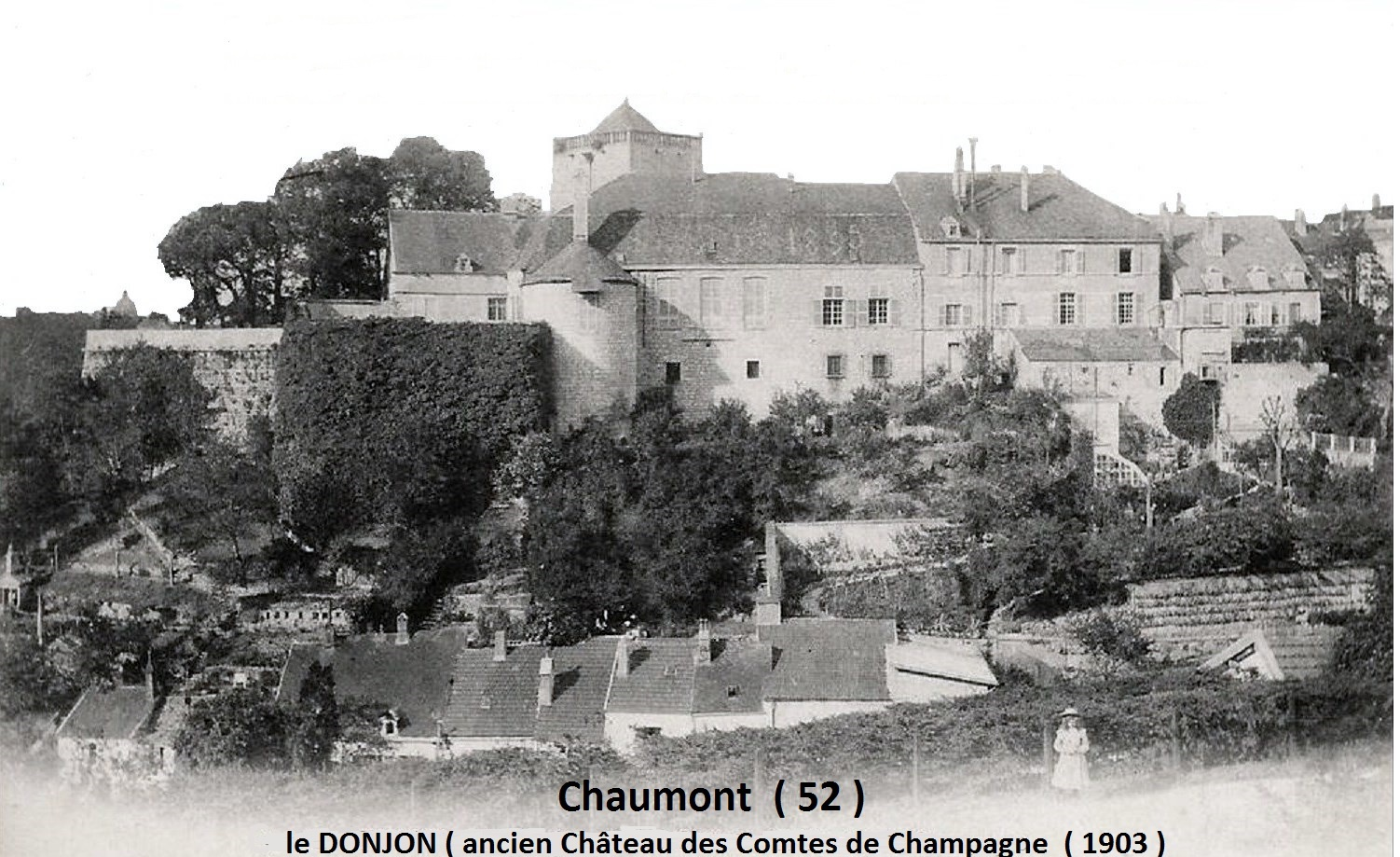
le Donjon en 1903

Le Donjon médiéval de Chaumont. Autrefois appelé Tour de la Chastellerie, Tour Hautefeuille, Tour Rouge ou encore Tour du Château, il a abrité les premiers seigneurs de Chaumont ainsi que les Comtes de Champagne (Notamment Thibault IV, Comte de Champagne et Roi de Navarre). L'édifice en pierre date de la fin du XIe, début du XIIe siècle. C'est le plus ancien bâtiment de Chaumont.
Il servit de prison au XIXe siècle avant d’être délaissé. En 1926, il est inscrit au patrimoine des monuments historiques.
À partir de 2020, à la suite d'une convention tripartite signée entre la ville de Chaumont (propriétaire du bastion), le conseil départemental (propriétaire de la Tour) et l’association Medievalys, le Donjon et son bastion sont progressivement réaménagés.
L'établissement administratif de l'inspection académique, est construit en 1986 par les architectes Simon Rodriguez-Pagès et Pierre Bolze. Cette architecture monumentale moderne est labellisée « Architecture contemporaine remarquable » depuis 2000.
Le Nouveau Relax - Scène Conventionnée de Chaumont a ouvert ses portes le premier décembre 2005. Salle de spectacle de 229 places, le projet de son premier directeur devient Scène Conventionnée en 2007.
Le nouveau cinéma multiplexe - Richard Patry a veillé à doter ce complexe de 8 salles (1138 places), avec les toutes dernières technologies en matière d'image et de son. Il est situé en face la gare en lieu et place d'anciens entrepôts. Ouvert début septembre 2012, il est estimé un investissement par la ville de huit millions d'euros.
Le Jardin Agathe Roullot - La famille Roullot possédait une carrière qui fut ouverte et spécialement dédiée à l'approvisionnement du chantier du viaduc édifié en 1855 et 1856. Un siècle plus tard, la famille céda à la ville une vingtaine d’hectares sur lesquels furent construites les tours du Cavalier (quartier en périphérie du centre ville). Feu Mademoiselle Roullot, dernière du nom et connue à Chaumont pour être professeur d'anglais, résidait à cet endroit. C'est sur ce grand terrain, où elle avait également son propre jardin à côté de son habitation, que se situe maintenant ce jardin public qui porte son nom et qui fut réalisé par Pascale Jacotot, paysagiste de Dijon.

### Édifices religieux

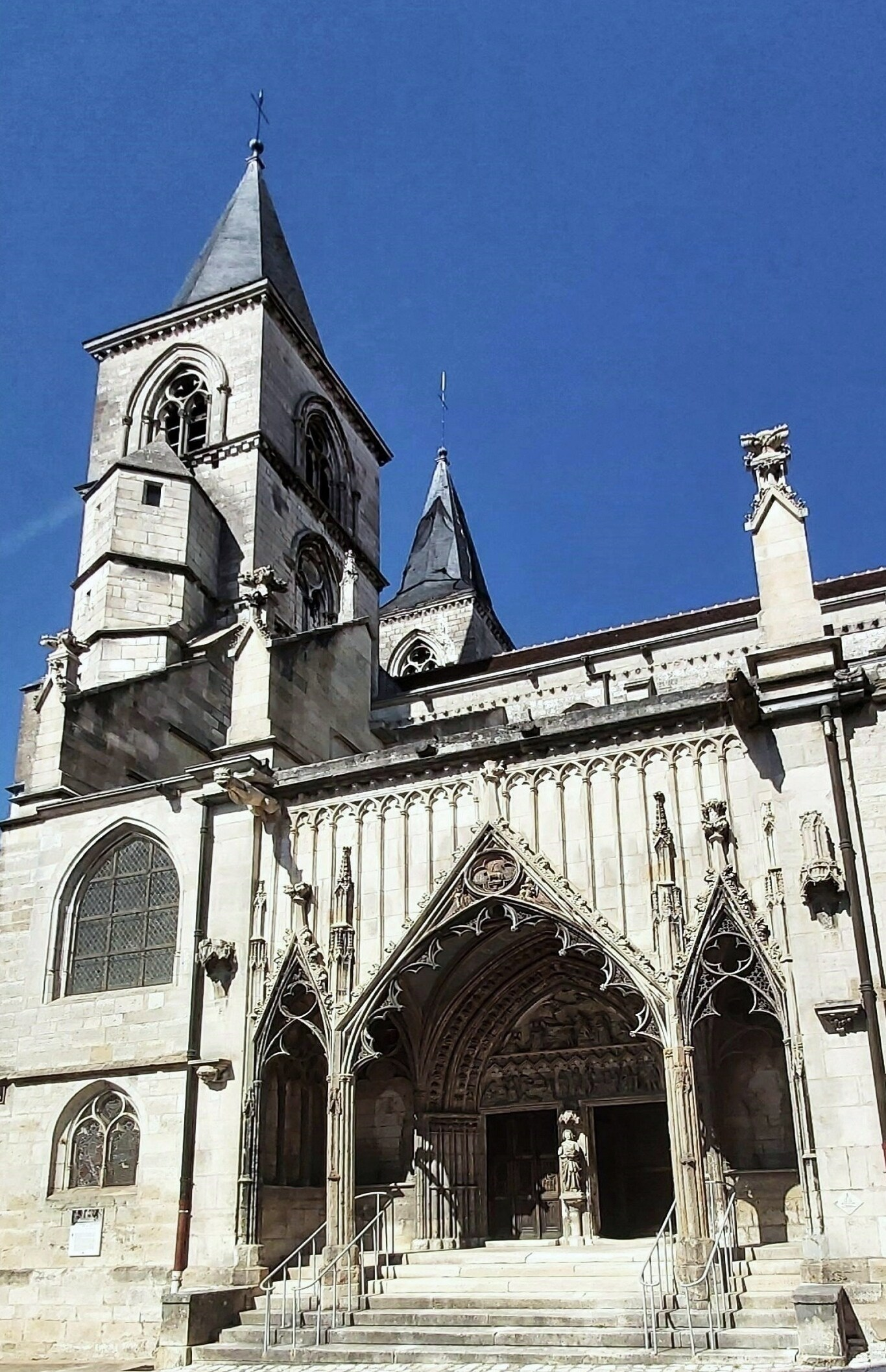
la Basilique St Jean-Baptiste

- Basilique Saint-Jean-Baptiste, rue Decrès.
- Église Saint-Martin de Brottes, 1, rue de l'Église.
- Église Notre-Dame-du-Rosaire, rue Notre-Dame.
- Église Saint-Aignan de Reclancourt, route de Neuchâteau.
- Chapelle du collège des jésuites, 43, rue de la Victoire-de-la-Marne.
- Chapelle Notre-Dame, rue de Buxereuilles.
- Commanderie du Corgebin.
- Couvent des Carmélites de Chaumont.
- Chapelle Sainte-Madeleine de l'hôpital, avenue Carnot.
- Temple réformé, 7, rue du Temple.la Chapelle du Collège des Jésuites

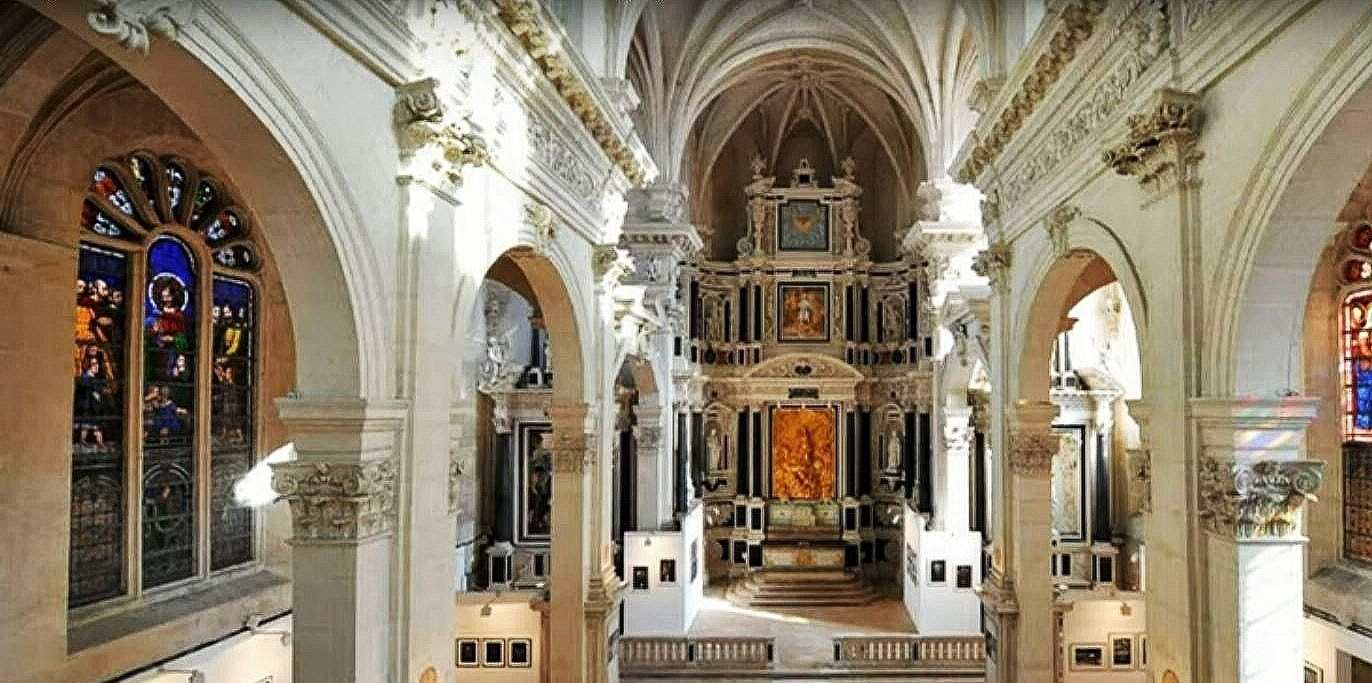
la Chapelle du Collège des Jésuites

- Protestante évangélique, 23, rue Bois-Rollin.
- Protestante évangélique, 5, avenue du Souvenir-Français.
- Église évangélique, 12, rue des Tanneries.
- Évangélique Assemblée de Dieu, 30, rue du Val-Barizien.
- Église néo-apostolique, 29, avenue des États-Unis.
- Salle de royaume des Témoins de Jéhovah, rue du Val-Barizien.

### Patrimoine culturel

#### Musées
La ville comprend trois musées : la maison du Livre et de l'Affiche-Les Silos, le musée d'art et d'histoire, et le musée de la Crèche.

#### Grand Pardon de Chaumont

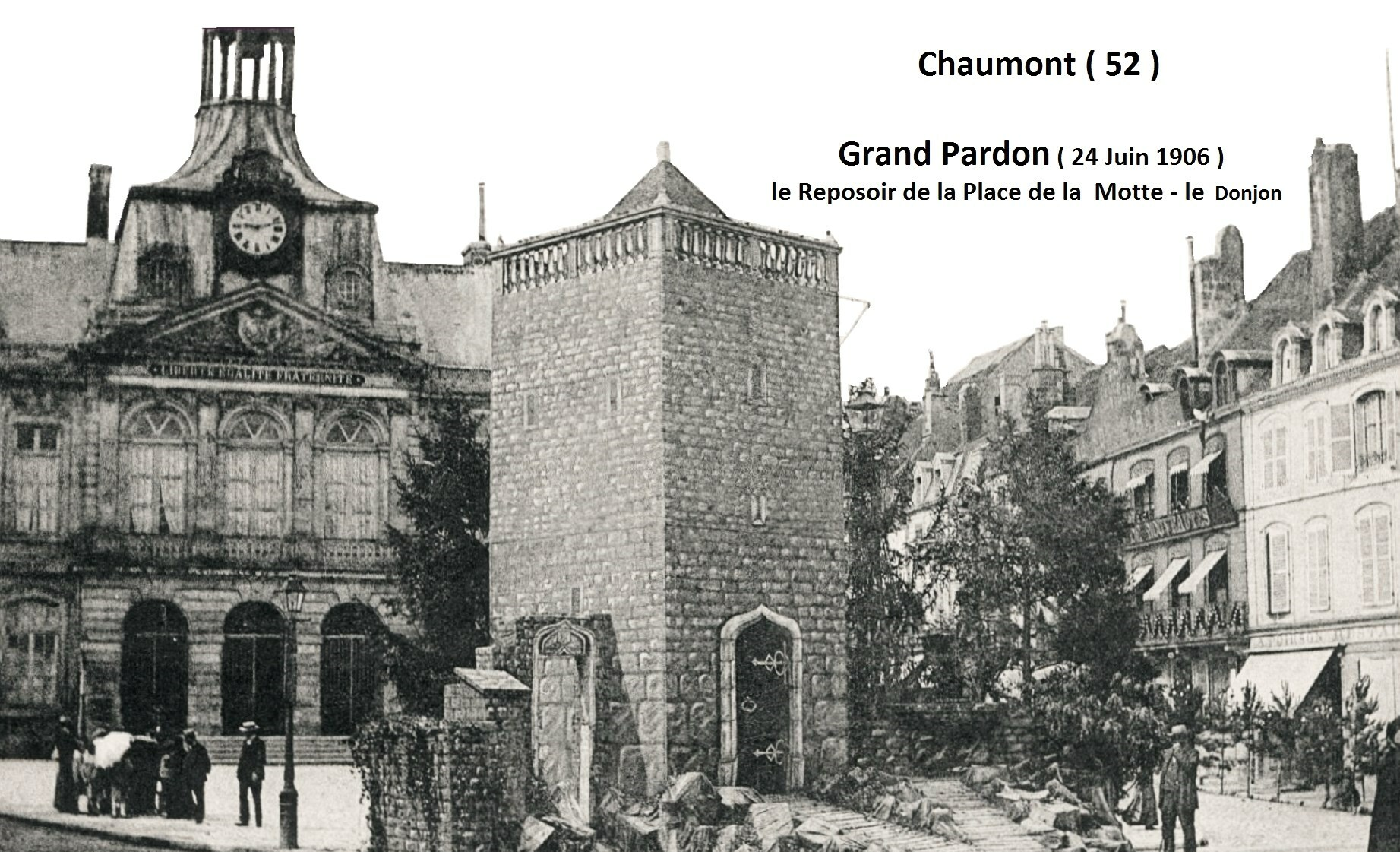
Grand Pardon le 24 Juin 1906

Le Grand Pardon de Chaumont est une fête religieuse qui se tient à Chaumont depuis la fin du XVe siècle.
En 1475, Jean de Montmirel, fils d’un modeste mercier chaumontais, devenu docteur en droit canon et chanoine de Langres, promu évêque de Vaison-la Romaine, puis conseiller du pape Sixte IV, est au faîte d’une brillante carrière ecclésiastique. Celle-ci l’a conduit à occuper d’importantes fonctions à la Curie romaine et à obtenir des papes, honneurs et prébendes.
Jean de Montmirel n’a pas oublié Chaumont, sa ville natale. Il obtient du pape l’élévation de l’église en collégiale, avec un corps de chanoines dotés de toutes sortes de privilèges.

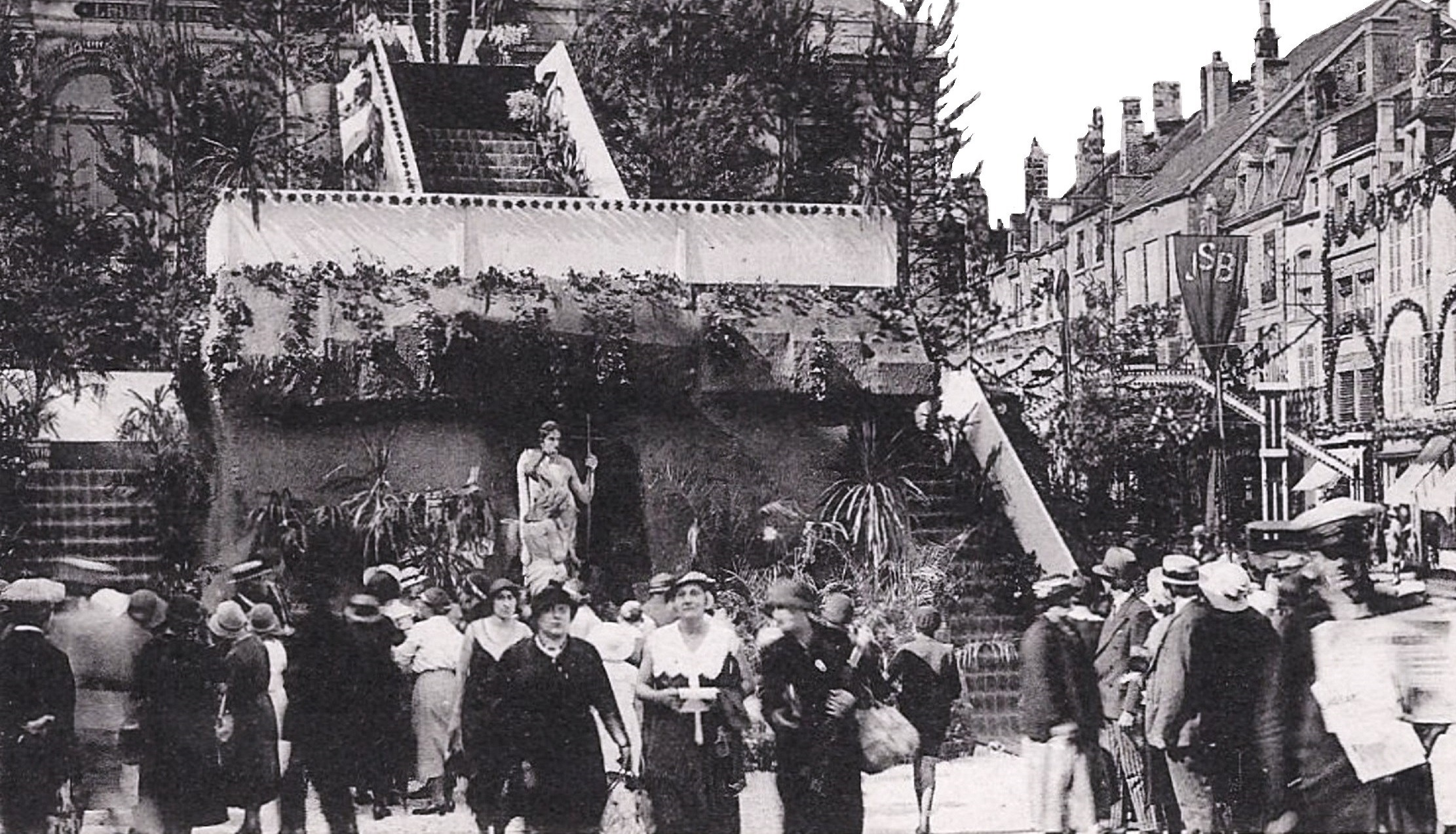
Fête du Grand Pardon le 24 Juin 1934

Puis, le 8 février 1475, le pape signe une bulle accordant à perpétuité une indulgence (catholicisme) plénière à tous ceux qui, chaque fois que la Saint-Jean-Baptiste (24 juin) tombera un dimanche, visiteront la collégiale Saint-Jean-Baptiste, s’y confesseront et y communieront : le Grand Pardon était né.
Sa première célébration date de 1476 et depuis, à une exception près durant la Révolution française, il a été régulièrement célébré à des intervalles constants de 4, 5, 6 et 11 ans.

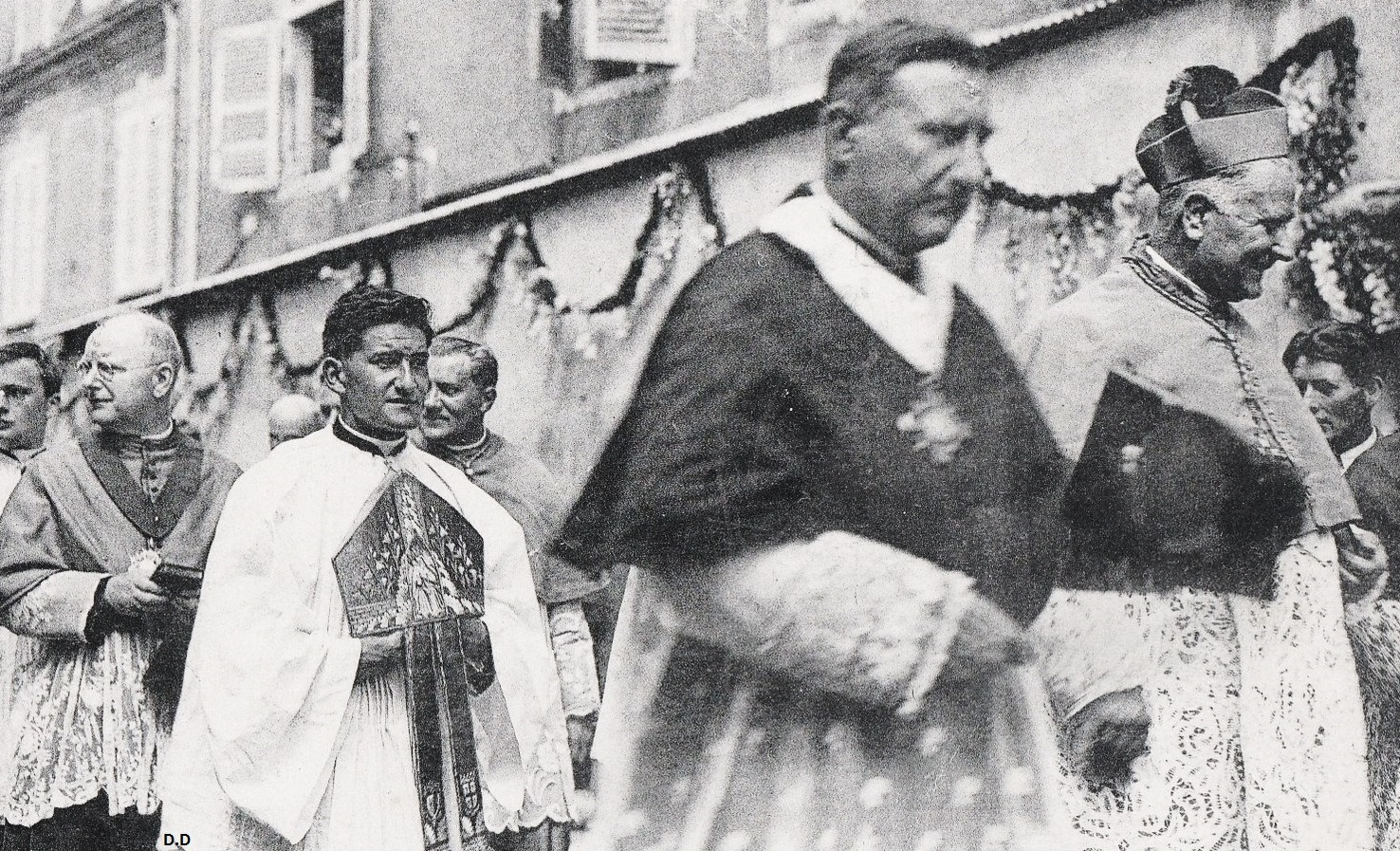
Fête du Grand Pardon (1934) Procession des Evêques.

Les Chaumontais et les habitants de la région ont accompagné cette fête religieuse de réjouissances, de liesses et d’animations populaires, parant rues et maisons de fleurs, de guirlandes, d’écussons de mousse et de verdure.
Elle a été célébrée récemment le 24 juin 2018 et a attiré plusieurs dizaines de milliers de visiteurs. La prochaine édition aura lieu le 24 juin 2029.

### Vie militaire

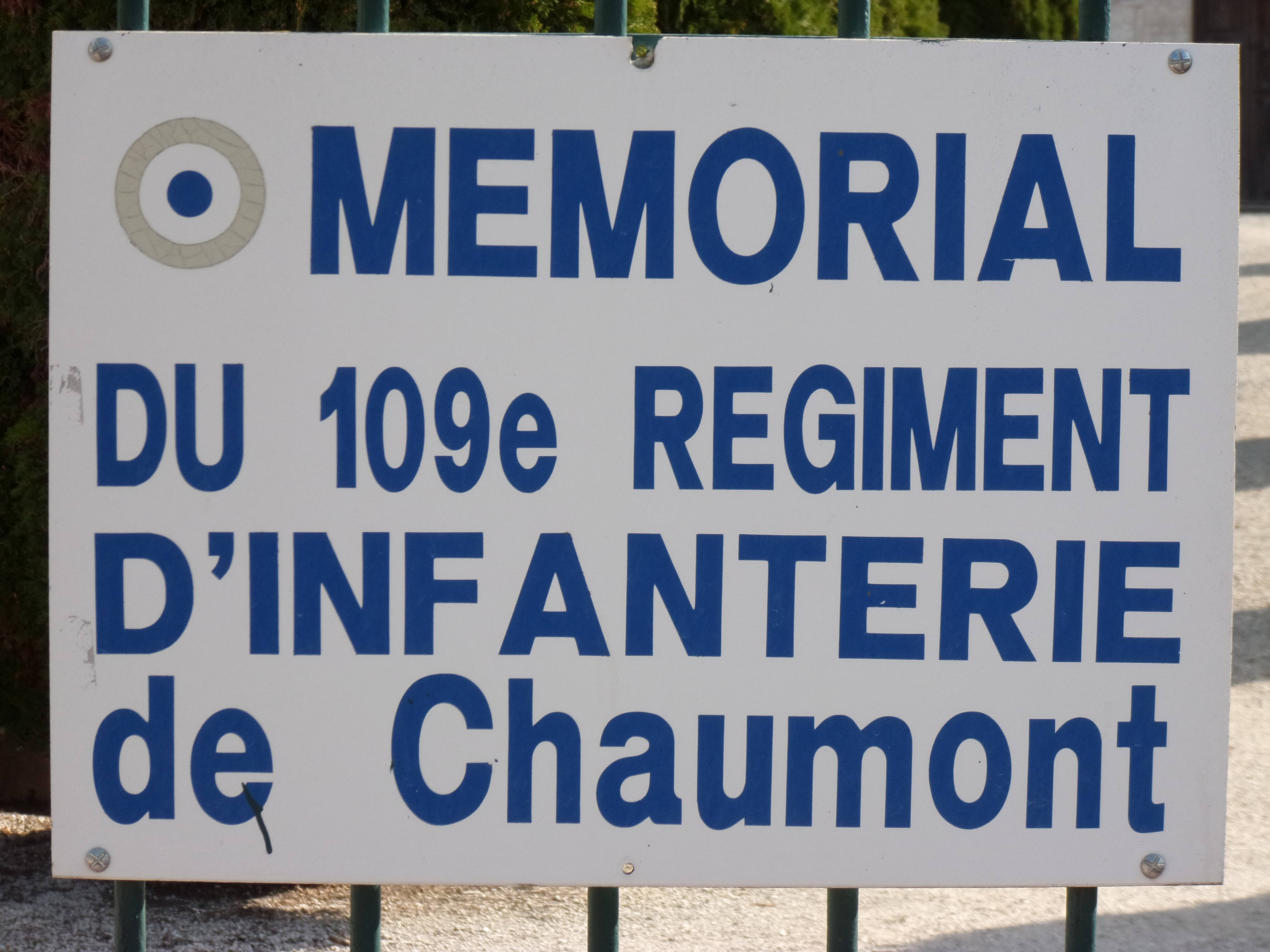
Panneau du Mémorial du régiment d'infanterie à Chaumont.

Unités ayant tenu garnison à Chaumont :
- 1906-1914 : 109e régiment d'infanterie de ligne ;
- 1939-1940 : 21e régiment d'infanterie de ligne ;
- 1939-1940 : 152e régiment d'infanterie de ligne ;
- 508e groupe de transport, 1947-1976 ;
- 6e régiment d'artillerie, 1976-1984 ;
- 28e régiment d'artillerie divisionnaire, 1939-1940 ;
- 403e régiment d'artillerie, 1967-1999 ;
- 61e régiment d'artillerie, depuis le 1er juillet 1999.

### Personnalités liées à Chaumont

#### Personnalités politiques
(classement par année de naissance)
- Martin Gombert (1749-1833), homme politique, député pour le tiers état aux états généraux de 1789.
- Alexandre Maitret (1809-1878), homme politique né à Brienne-le-Château, maire de Chaumont de 1870 à 1873, député de la Haute-Marne.
- Jean-Baptiste Mougeot (1818-1900), médecin et homme politique né à Chaumont, député de la Haute-Marne de 1878 à 1881.
- Louise Michel (1830-1905), anarchiste et figure de la Commune de Paris, née à Vroncourt, étudiante à Chaumont.
- Woodrow Wilson (1856-1924), 28ᵉ président des États-Unis, vint à Chaumont en 1918, lors de la Première Guerre mondiale.
- Charles de Gaulle (1890-1970), président de la République française, sa dernière demeure se trouve aux environs de Chaumont.
- Christian Pineau (1904-1995), résistant et homme politique, cosignataire du traité de Rome, né à Chaumont.
- Jean Masson (1907-1964), homme politique, maire de Chaumont.
- Luc Chatel (1964), homme politique, maire de Chaumont.
- Valérie Debord (1971), juriste et femme politique.
- Bérangère Abba (1976), députée (2017) puis secrétaire d'État (2020).

#### Autres personnalités
(classement par année de naissance)
- Pierre Le Moyne (1602-1672) : poète, jésuite, né à Chaumont ;
- Jean-Baptiste Bouchardon (1667-1742) : père d'Edmé et de Jacques-Philippe Bouchardon, architecte et sculpteur, mort à Chaumont ;
- Edmé Bouchardon (1698-1762) : sculpteur et dessinateur, né à Chaumont ;
- Charles-Clément Martin de Saint-Amand, (1702-1763), collectionneur et numismate, né à Chaumont ;
- Jacques-Philippe Bouchardon (1711-1753) : sculpteur, né à Chaumont ;
- Laurent Guyard sculpteur, né à Chaumont ;
- Antoine Girardon (1758-1806) : général français, né à Chaumont ;
- Philippe Lebon (1767-1804) : inventeur du gaz d’éclairage ;
- Charles Marie Denys de Damrémont (1783-1837) : militaire français, gouverneur général de l'Algérie, né à Chaumont ;
- Émile Jolibois (1813-1894) : historien et archiviste né à Chaumont ;
- Eugène Decomble (1816-1889) : ingénieur et architecte, il a réalisé le viaduc de Chaumont ;
- Léon-Vivant Moissenet (1831-1906) : ingénieur, l'un des pères de la carte géologique de France, mort à Chaumont ;
- Ferdinand Foch (1851-1929) : polytechnicien, généralissime français ;
- John Pershing (1860-1948) : General of the Armies, grade ultime de l'US Army créé pour lui, choisit Chaumont comme quartier général américain lors de la Première Guerre mondiale ;
- André Blondel (1863-1938) : physicien, né à Chaumont ;
- Paul Guillaume (1878-1962) : psychologue né à Chaumont ;
- Marcel Toussaint-Collignon (1882-1916), professeur de lettres et poète. Son nom est inscrit au Panthéon parmi les 560 écrivains morts au champ d'honneur pendant la Première Guerre mondiale ;
- Gabriel Thierry (1896-1972) : compagnon de la Libération, cheminot, militant socialiste, résistant, élu local et cofondateur du journal Libération Champagne, né à Chaumont ;
- Robert Desnos (1900-1945) : poète, né à Paris, il est de passage à Chaumont en 1920 pour son service militaire ;
- René Joffroy (1915-1986) : archéologue, né à Chaumont ;
- Jean Vilnet (1922-2013) : évêque de Saint-Dié puis évêque de Lille, ancien président de la Conférence des évêques de France, né à Chaumont ;
- Pierre Flamion (1924-2004) : joueur international de football et entraîneur, dont plusieurs saisons à l'ECAC ;
- Raymond Gourlin (1925-2017) : résistant né à Chaumont ;
- Georges Oudot (1928-2004) : peintre et sculpteur, né à Chaumont ;
- Danièle Bour (1939) : illustratrice, créatrice de « Petit ours brun », née à Chaumont ;
- Cyril de Rouvre (1945) : homme d'affaires, maire de Chaumont (1989-1995) ;
- Nicole Rieu (1949) : auteur-compositeur-interprète et réalisatrice, née à Chaumont ;
- Sandrine Roy (1968-2022) : parolière, née à Chaumont ;
- Manu Codjia (1975) : guitariste de jazz, né à Chaumont ;
- Guillaume Henry (1978) : styliste, né à Chaumont ;
- Lucie Décosse (1981) : judoka, championne olympique 2012, triple championne du monde, quadruple championne d'Europe, née à Chaumont ;
- Romain Filstroff (1991) : vidéaste de vulgarisation linguistique ;
- Mélanie Clément (1992) : judokate française, 5e au championnat du monde 2019, née à Chaumont.

### Héraldique, logotype et devise
| Armes de Chaumont | Elles se blasonnent ainsi : Parti, au premier de gueules à une demi escarboucle fleurdelysée d'or mouvante de la partition, au second d'azur à la bande d'argent côtoyée de deux doubles cotices potencées et contre-potencées d'or ; au chef cousu de France moderne (d'azur chargé de trois fleurs de lys d'or). |

| Armes de Chaumont sous le 1er Empire | Elles se blasonnaient ainsi sous le Premier Empire : De gueules à la couronne d'épis d'or, de laquelle sortent cinq tiges de blé, du même, trois pointant vers le chef, et deux vers le bas de l'écu ; au franc quartier des villes de seconde classe qui est à dextre d'azur à une lettre N d'or, surmontée d'une étoile rayonnante du même. |